# Corrupção nas Maurícias
Corrupção nas Maurícias segue os padrões familiares de corrupção baseada no Estado, ou seja, autoridades governamentais abusando de seus poderes políticos para ganho pessoal no país das Maurícias.
Alguns mauricianos têm se aproveitado da corrupção governamental. No dialeto local, aqueles que adotam tais meios são chamados de traceurs ou magouilleurs. Métodos comuns incluem falsificar endereços residenciais para conseguir vaga para uma criança em uma escola considerada de elite ou subornar autoridades para obter uma carteira de motorista.
Em 28 de maio de 1979, o parlamentar Harish Boodhoo convocou uma mobilização geral contra a corrupção em uma reunião de massa que reuniu 35.000 pessoas. Telegramas vazados da embaixada dos Estados Unidos em 2008 descreveram a corrupção nas Maurícias como "pervasiva e arraigada". Em maio de 2020, a Comissão Europeia identificou as Maurícias como um país de alto risco, com deficiências estratégicas no seu regime de combate à lavagem de dinheiro e ao financiamento do terrorismo. Segundo um ex-embaixador dos Estados Unidos nas Maurícias, a Comissão Independente contra a Corrupção (ICAC), sediada nas Maurícias, perdeu sua credibilidade.
Segundo o Índice de Percepção da Corrupção de 2024 da Transparência Internacional, as Maurícias obtiveram 51 pontos em uma escala de 0 ("altamente corrupto") a 100 ("muito íntegro"). Quando classificadas por pontuação, as Maurícias ficaram em 56º lugar entre os 180 países no índice, em que o país em primeiro lugar é percebido como tendo o setor público mais honesto. Para comparação com os resultados regionais, a pontuação média entre os países da África Subsaariana foi 33. A pontuação mais alta na África Subsaariana foi 72 e a mais baixa foi 8. Para comparação com os resultados globais, a melhor pontuação foi 90 (1º lugar), a média foi 43, e a pior pontuação foi 8 (180º lugar).

## Nepotismo
O nepotismo é comum na política mauriciana, com muitos parentes e amigos de políticos de alto escalão sendo nomeados para cargos elevados e empresas associadas recebendo contratos governamentais.
Desde as primeiras eleições democráticas em 1948, o cenário político de Maurícia tem sido marcado por um pequeno número de famílias que controlam os quatro principais partidos políticos existentes até hoje. Elas são frequentemente referidas como as "dinastias modernas" da política mauriciana, como as famílias Duval, Bérenger, Curé, Uteem, Mohamed, Boolell, Ramgoolam e Jugnauth. A participação da família Boolell na política começou com Satcam Boolell em 1955, abrindo caminho para seu filho Arvin Boolell, seus sobrinhos Satish Boolell, Anil Gayan e Sanjay Bhuckory, e seu genro Sushil Kushiram entrarem na política. A dinastia Duval começou com o ex-Prefeito e ministro Gaetan Duval, seguido por seu filho Xavier, seu filho adotivo Richard e seu neto Adrien. Lall Jugnauth foi o primeiro de seu clã a entrar na política nos anos 1950, seguido por seus primos Aneerood e Ashock, bem como por seu sobrinho Pravind. Abdool Razack Mohamed, que migrou da Índia na década de 1930, tornou-se prefeito e ministro; seu filho Yousuf e seu neto Shakeel também foram eleitos e serviram como ministros. Roshi Bhadain, que foi ministro do governo do MSM, é sobrinho do ex-ministro do Partido Trabalhista Vasant Bunwaree. Roshi Bhadain e Akilesh Deerpalsing (assessor e chefe de campanha de Bhadain, que também é filho do ex-ministro Kishore Deerpalsing), foram investigados pela ICAC em 2019 por práticas suspeitas de recrutamento quando Bhadain era ministro.
Em março de 2020, Harry Ganoo, irmão aposentado do ministro Alan Ganoo, foi nomeado novo presidente do Civil Service College Mauritius, poucos meses após as eleições gerais de novembro de 2019.
Até meados de 2020, a empresa de construção PAD & Co. Ltd foi premiada com uma série de grandes contratos, como a construção da nova torre de controle do aeroporto, a instalação de um novo radar meteorológico em Trou aux Cerfs, a renovação do Banco de Maurícia, a reabilitação da linha costeira de Cap Malheurueux, a renovação da orla de Port Louis, a modernização de estradas, a construção do Terminal de Cruzeiros no porto de Port Louis para a Autoridade Portuária de Maurícia, e a melhoria dos canais de navegação em Port Mathurin, Pointe La Gueule e Baie aux Huîtres em Rodrigues, entre outros projetos. O proprietário da PAD & Co. Ltd, Alain Hao Thyn Voon, é filho de Philippe Hao Thyn Voon, presidente do Comitê Olímpico, com laços estreitos com o MSM. Após o escândalo St Louis gate e a descoberta de garantias bancárias falsas, a PAD & Co. Ltd entrou em administração voluntária.
Em junho de 2020, o deputado Eshan Juman revelou detalhes de um contrato entre o Ministério de Terras e Habitação e uma empresa privada chamada Smart Clinics Ltd. A empresa é parcialmente pertencente ao Secretário Privado Parlamentar do MSM, Ismaël Rawoo, e sua família. O contrato consistia em um arrendamento de 60 anos de 2 acres de terras estatais de frente para o mar em Grande Rivière Noire, no bairro exclusivo de Tamarin em Black River. Como parte do acordo, a família Rawoo irá adquirir o arrendamento por Rs 15,05 milhões e irá revendê-lo por Rs 250 milhões, gerando um lucro de cerca de Rs 235 milhões.
Em agosto de 2020, V. Gobin, um professor aposentado de 75 anos e pai do Procurador-Geral Maneesh Gobin, foi nomeado Presidente do Mahatma Gandhi Institute e do Rabindranath Tagore Institute. Maneesh Gobin foi eleito para o Parlamento pelo governo do MSM nas eleições de 2014 e 2019, e seu pai, V. Gobin, foi eleito uma vez em 1987. Uma semana antes, Rishikesh Hurdoyal, irmão do Ministro da Função Pública do MSM, Vikram Hurdoyal, foi nomeado presidente e diretor da Mauritius Shipping Corporation Ltd, além de ser diretor do State Bank of Mauritius. A nova nomeação permitirá que Rishikesh Hurdoyal receba um adicional de Rs 54.540 por mês, além de Rs 10.125 mensais como subsídio para entretenimento, com direito a um carro da empresa com motorista e 245 litros de combustível por mês.

### Nepotismo sob Anerood Jugnauth
Em maio de 1992, o Banco de Maurícia emitiu uma nota de Rs 20 que trazia o retrato de Sarojini Jugnauth, esposa do Primeiro-Ministro Anerood Jugnauth. O retrato foi considerado um presente de aniversário de Anerood para sua esposa. Isso gerou uma grande controvérsia, levando Anerood a confirmar no parlamento que havia aprovado a emissão da nova nota. Ele se desculpou com a população e declarou que não cometeria tal erro novamente.
Apesar de sua derrota nas eleições gerais de 2014, Maya Hanoomanjee, sobrinha de Sarojini Jugnauth, tornou-se Presidente da Assembleia Nacional. Em 2015, a filha de Maya, Naila, foi nomeada para o recém-criado cargo de CEO da State Property Development Company. Em 2018, ela também foi nomeada CEO da Landscope Mauritius, outra empresa estatal. Outra filha de Maya, Sheila, esteve envolvida em uma controvérsia em 2017, quando foi revelado que sua empresa havia recebido o contrato para fornecer biscoitos a diversas organizações estatais e conselhos municipais. As latas tinham rótulos enganosos que diziam "Made in UK", quando na verdade os biscoitos eram produzidos por um padeiro local de Maurícia.
Em dezembro de 2015, Rita Venkatasawmy, sobrinha de Sarojini Jugnauth, foi nomeada como Ombudsman For Children, apesar de não ter qualificações na área jurídica. Sua predecessora, Vidya Narayen, era uma juíza aposentada que ocupou o cargo de 2011. Antes da juíza Vidya Narayen, a posição foi ocupada de 2003 a 2011 pela advogada Shirin Aumeeruddy-Cziffra.
Logo após a aposentadoria de Satyaved Seebaluck em 2016, o Primeiro-Ministro Aneerood Jugnauth nomeou seu parente próximo Nayen Koomar Ballah como Chefe do Serviço Civil e Secretário do Gabinete. Nayen Ballah é primo de Sarojini Jugnauth. Em março de 2018, Ballah foi condecorado com o título de Grande Ordem da Estrela e Chave do Oceano Índico.
Em 2017, vários parlamentares da oposição levantaram questões na Assembleia Nacional sobre os negócios da esposa do Ministro de Tecnologia do MSM, Yogida Sawmynaden, Wenda. Foi revelado que o comprador da controversa clínica Apollo Bramwell havia sido pressionado a utilizar os serviços da notária Wenda Sawmynaden, esposa de Yogida. A clínica privada havia sido avaliada em Rs 2 bilhões, mas foi vendida por apenas Rs 77 milhões. Apesar do conflito de interesse, Wenda embolsou honorários no valor de Rs 7 milhões. Em outro caso, pressões políticas foram exercidas para que a SIT Property Development Ltd convocasse uma reunião de emergência para que Wenda fosse nomeada como a notária preferida na venda de lotes de imóveis de alto padrão dentro de um novo condomínio fechado em Côte-d'Or. O irmão de Wenda, Harry Krishna Vydelingum, também foi nomeado presidente do Mauritius Institute of Training and Development após uma tentativa fracassada de incluí-lo na diretoria do Mauritius Post. Wenda também recebeu diversos contratos de empresas estatais, como a NHDC, a Mauritius House Company, a SICOM, o Sugar Investment Trust, o Sugar Industry Pension Fund Board e vários bancos.

### Nepotismo sob Navin Ramgoolam
Após a derrota eleitoral do Partido Trabalhista em 2014, o ex-primeiro-ministro Navin Ramgoolam foi preso sob suspeita de lavagem de dinheiro e conspiração. Uma busca policial em sua casa revelou vários cofres contendo notas bancárias novas no valor de 220 milhões de rúpias, cartões de crédito exclusivos e comprimidos de medicamentos controlados. Sua namorada, Nandanee Oogarah-Soornack, acompanhada por sua filha Xara, fugiu de Maurícia para seu castelo na Itália um dia antes da proclamação dos resultados eleitorais, levando uma quantia estimada em 800 milhões de rúpias. Tentativas de extraditá-la de volta a Maurícia fracassaram.
A rápida acumulação de riqueza de Nandanee, com a ajuda de Ramgoolam, foi examinada de perto pela imprensa e pelos investigadores, sendo revelado como ela arrecadou milhões de rúpias através de empresas criadas como monopólios de estabelecimentos de alimentação no Aeroporto Internacional Sir Seewoosagur Ramgoolam.
Após as eleições de dezembro de 2014, o novo governo iniciou processos criminais para recuperar cerca de 1.000 acres (1.150 arpents) de terras públicas que haviam sido concedidas a ativistas e aliados de Ramgoolam sob seu governo trabalhista desde 2005. Os principais beneficiários dos vários lotes de terras públicas incluíam desde ativistas trabalhistas até associados e empresas, e as terras foram usadas para diversos fins, incluindo resorts, restaurantes e residências.
Um dos beneficiários, Rajiv Beeharry, marido de Sandranee Ramjoorawon, era conselheiro de confiança de Navin Ramgoolam e foi nomeado CEO do MauBank, de propriedade estatal. A empresa Midas Acropolis, do tesoureiro do Partido Trabalhista Deva Virahsawmy, também recebeu 31 arpents de terras públicas em St-Félix após o governo trabalhista cancelar a licença de desenvolvimento anteriormente concedida a um empresário da Ilha da Reunião. Antes das eleições de dezembro de 2014, o ministério comandado por Deva Virahsawmy aprovou o Estudo de Impacto Ambiental para o desmatamento dos 31 arpents em preparação para o desenvolvimento de um novo hotel. Na área portuária, terras públicas foram concedidas à Beta Cement, de propriedade de Veekram Bhunjun, parente do ex-ministro Rajesh Jeetah. Bhunjun também foi premiado com 12,5 arpents em Petite-Rivière-Noire através de sua empresa Western Marina.
Em 2008, uma empresa privada chamada Pride Bridge Limited foi formada pelo pai de Nandanee Soornack e seus associados. A Pride Bridge Ltd logo recebeu 30 arpentes de terras do Estado em pas géométriques no Poste de Flacq em 2008 para um "projeto de desenvolvimento misto", mediante um depósito de Rs 5 milhões. No entanto, os proprietários da bem estabelecida propriedade Constance La Gaité se opuseram ao projeto proposto questionando sua legalidade e, seis anos depois, a empresa de Soonack e Chundunsing desistiu dos 30 arpentes, já que Navin Ramgoolam foi derrotado nas eleições de 2014, logo após o que Nandanee Soornack fugiu para a Itália.
A irmã de Ramgoolam, Sunita Ramgoolam-Joypaul, alegou e recebeu mais de Rs 3,1 milhões do governo como per diem por acompanhar a esposa do então PM para o exterior. Uma das viagens foi em setembro de 2007, quando ela viajou para Nova York. Outra viagem cara foi quando Sunita Ramgoolam-Joypaul viajou para a França em 2008. Veena Ramgoolam alegou e recebeu mais de Rs 6 milhões do governo por acompanhar seu marido para o exterior.

## Outros casos

### Furto de Alex Rima
O ex-sindicalista e ministro do PMSD Jean Alex Rima enfrentou acusações de furto durante seu mandato como ministro do trabalho. Rima tornou-se ministro em 1969 após o governo de Ramgoolam fazer um acordo com o PMSD depois de ser abandonado pelo antigo aliado IFB. Após uma acusação particular por furto, Alex Rima foi condenado e sentenciado. A Corte de Apelação manteve sua condenação e sentença, forçando Ramgoolam e Duval a destituí-lo do cargo. Apesar de sua condenação anterior, Alex Rima foi posteriormente nomeado cônsul de Maurícia na Austrália.

### Ministério das Cooperativas e Ministério da Segurança Social
Em 1979, dois ministros do governo do Partido Trabalhista (Badry e Dabee) foram demitidos após uma investigação liderada pelo juiz Victor Glover sobre alegações de corrupção. A investigação foi ordenada pelo ex-primeiro-ministro da Maurícia, Sir Seewoosagur Ramgoolam, após ser pressionado a apurar o caso por um grupo de seus deputados liderado por Harish Boodhoo.

### Amsterdam Boys, Alto Comissário Soo Soobiah e o sindicato de drogas Gambino
Em 18 de fevereiro de 1989, o Alto Comissário de Maurícia na Grã-Bretanha, no Vaticano e na Alemanha Ocidental, Soo Soobiah, e sua esposa Muriel foram presos em sua residência em Surrey, Inglaterra, sob a acusação de dispor de produtos do tráfico de drogas — ou seja, lavar US$ 670.800 dos lucros do tráfico de seu filho Nigel. Nigel Sevan Soobiah (atualmente conhecido como Sivan Subiah) havia sido monitorado durante meses pelo FBI como traficante internacional de heroína. Além disso, ele era um contato-chave dos infames quatro Amsterdam Boys, que foram presos no Aeroporto de Schiphol em dezembro de 1985 com 20 quilogramas (44 lb) de heroína na mala enquanto viajavam sob cobertura de passaportes diplomáticos. Os Amsterdam Boys eram quatro membros eleitos da Assembleia Legislativa Nacional de Maurícia que faziam parte da coalizão governista MSM-PTr-PMSD. Eles eram Serge Thomas, Ismaël Nawoor, Dev Kim Currun e Sattyanand Pelladoah.
Em abril de 2019, Sivan Subiah foi manchete nos jornais de Maurícia após entrar em contato com um jornal local para relatar um incidente aéreo. Ele relembrou sua prisão em Orchard Park, perto de Buffalo, em Nova York, em dezembro de 1988, como parte da Operação BUSICO, uma investigação de três anos conduzida pelo Federal Bureau of Investigation (FBI) sobre tráfico internacional de drogas. Segundo o The Buffalo News de 2 de dezembro de 1988, essa investigação levou a 200 prisões, incluindo a de Nigel Sevan Soobiah (atualmente conhecido como Sivan Subiah) que alegava ser comerciante de antiguidades e filho de um diplomata mauriciano. Sergio Maranghi e Soobiah foram identificados como os principais suspeitos que ajudaram agentes a estabelecer conexões de tráfico de drogas entre Amsterdã e o Rio de Janeiro, Brasil.

### Escândalo do Passaporte de Sol Kerzner
Em 1989, o magnata de hotéis e cassinos Sol Kerzner reconheceu que, em 1986, havia subornado o líder de Transquei, na África do Sul, George Matanzima, para preservar o monopólio da Sun International sobre as licenças de jogos de azar naquele território. Essa revelação tornou-se um escândalo em Maurícia, onde Kerzner havia recentemente inaugurado um hotel na costa oeste e até recebido um passaporte mauriciano. Em resposta à pergunta do deputado Arvin Boolell, o primeiro-ministro Anerood Jugnauth revelou que o deputado Ivan Collendavelloo havia endossado o pedido de cidadania e de passaporte de Kerzner. O partido de Collendavelloo, o Movimento Militante Mauriciano (MMM), que se opunha oficialmente ao regime de Apartheid da África do Sul, forçou-o a renunciar ao Parlamento. Isso provocou eleições suplementares na Circunscrição nº 15, nas quais Collendavelloo perdeu sua tentativa de reeleição para um novato na política.

### Turbine Gate (CEB)
O Ministro da Energia, Mahen Utchanah, foi demitido pelo primeiro-ministro em 1994 após um escândalo envolvendo irregularidades durante o processo de licitação para a compra de uma turbina a gás pelo Central Electricity Board (CEB), uma organização parastatal. O ministro havia participado da decisão do CEB de conceder o contrato a uma empresa cujo custo seria Rs 63.000.000 a mais do que a oferta de uma concorrente.

### Albion Gate – Festa Macarena
Na noite de 29 de março de 1997 e na manhã de 30 de março de 1997, a polícia recebeu queixas de moradores locais sobre uma festa barulhenta realizada no bangalô de um ativista político do Partido Trabalhista na vila de Albion. Foi revelado que várias jovens, incluindo uma menor de idade, haviam sido convidadas para a Festa Privada Macarena, onde tinham que dançar e se despir ao som da música "Macarena", de Los Del Rio. Uma das jovens recusou-se a dançar e conseguiu escapar do bangalô, onde também estavam presentes o ex-primeiro-ministro Navin Ramgoolam e seus associados próximos, o ex-deputado Iqbal Mallam-Hassam, o executivo da Air Mauritius Nash Mallam-Hassam, Yousoof Jokhoo e o óptico Farouk Hossen. Ajay Daby, advogado que representava as jovens, chegou a exibir uma peça de roupa íntima preta em um comício público, alegando que ela pertencia a um político conhecido e havia sido recuperada na praia de Albion. A emissora estatal MBC chegou a ser proibida de tocar a música "Macarena" de Los Del Rio, por ordem de Navin Ramgoolam. Esse escândalo, apelidado de Albion Gate e Affaire Macarena pela imprensa local, contribuiu para a ruptura da coalizão Trabalhista-MMM em junho de 1997.

### Escândalo dos Cobertores (Affaire Molleton)
Após denúncias feitas em 1999 e uma investigação conduzida pelo agora extinto Escritório de Crimes Econômicos (Economic Crime Office, ECO), o ex-ministro da Previdência Social do Partido Trabalhista (Vishnu Bundhun) foi condenado a seis meses de prisão por corrupção. Os magistrados Pritviraj Feckna e Shameem Hamuth-Laulloo consideraram Bundhun culpado por solicitar propinas durante o processo de aquisição de 105.000 cobertores doados pelo governo a aposentados. O então Secretário Permanente do ministério de Bundhun (Bawanydeal Doolhur) confessou que o ministro havia ordenado a cobrança de uma comissão de Rs 10 por cobertor de Satyam Alleck, o fornecedor que havia vencido a licitação realizada pela Central Tender Board (CTB) ao preço de Rs 98 por unidade. Durante o julgamento, os magistrados Feckna e Laulloo receberam ameaças de morte como forma de intimidação.

### Transferência de fundos estatais para banco suíço, armas ilegais e extremistas da Église Chrétienne
O assessor de Xavier-Luc Duval, Éric Stauffer, fez revelações à imprensa local em 22 de março de 2000 sobre a transferência de grandes quantias de fundos estatais para uma conta bancária na Suíça. Éric Stauffer também descreveu como comprou e enviou três armas de fogo de Genebra para Maurícia em preparação para a campanha de Xavier-Luc Duval nas eleições gerais de 1999. Stauffer afirmou que Duval conseguiu organizar a liberação das armas ilegais pela alfândega mauriciana. Éric Stauffer também revelou que o então Ministro do Comércio, Xavier-Luc Duval, usou fundos públicos para financiar viagens turísticas internacionais durante as quais Duval e sua amante, Carole Hardy, viajaram para os Alpes. Carole Hardy, filha de Miki Hardy, líder da seita religiosa Église Chrétienne, também foi empregada por Xavier-Luc Duval como sua assessora de comunicação. As autoridades mauricianas suspeitavam que a Église Chrétienne também estivesse envolvida em sequestros de crianças. Como resultado, Éric Stauffer não pôde retornar a Maurícia, pois temia que o parceiro de Duval, Navin Ramgoolam, organizasse sua prisão.

### Acordo Illovo
Logo após a venda das propriedades e fábricas de açúcar da Lonhro e da Illovo em Maurícia, o Acordo Illovo original foi concebido em 2001 com o objetivo de transferir a propriedade desses ativos com a intervenção do governo. No entanto, isso acabou resultando na venda das fábricas e de grandes extensões de terras agrícolas em detrimento dos pequenos plantadores mauricianos e dos contribuintes, enquanto um conglomerado de empresas liderado por alguns empresários franco-mauricianos recebeu a parte mais lucrativa dos ativos. Membros do governo de coalizão MSM-MMM (liderado por Anerood Jugnauth e Paul Bérenger) modificaram o acordo original, que permitiria a transferência de uma grande parte da propriedade para pequenos plantadores e contribuintes mauricianos, de modo a favorecer fortemente o conglomerado franco-mauriciano.

### Escritório de Crimes Econômicos (ECO) e Comissão Independente contra a Corrupção (ICAC)
Em dezembro de 2001, o Escritório de Crimes Econômicos (ECO) foi desmantelado em meio a investigações de alegada corrupção envolvendo ministros e aliados do governo de coalizão MSM-MMM (Movimento Socialista Militante – Movimento Militante Mauriciano) e o ex-CEO da Air Mauritius, Sir Harry Tirvengadum. Este último havia tentado ilegalmente se apropriar de um terreno estatal localizado ao lado de sua propriedade em Floreal, em conluio com o então ministro Jayen Cuttaree. Uma organização semelhante logo substituiu o ECO, mas com poderes reduzidos — a Comissão Independente contra a Corrupção (ICAC).
Em 2015, a emissão de um mandado de prisão contra o diretor de processos públicos provocou um debate sobre a imparcialidade da campanha anticorrupção do governo. Um membro do conselho da ICAC entregou sua renúncia, alegando que a instituição estava em processo de contrariar os princípios democráticos do país, aparentemente sugerindo que a comissão não estava agindo de forma independente. Em 2006, a ICAC iniciou uma investigação para desmantelar uma rede de professores da Universidade de Maurícia que lecionavam clandestinamente em outras universidades.

### Caso da Caisse Noire (Air Mauritius)
Em 2002, Sir Harry Tirvengadum e outros funcionários da Air Mauritius e da Rogers Limited foram presos e processados após revelações de práticas financeiras ilegais que ficaram conhecidas como o Caso da Caisse Noire.
Gérard Tyack, um funcionário da Air Mauritius, revelou a existência de uma conta bancária suíça em Genebra usada para pagamentos a dirigentes de empresas privadas, jornalistas, políticos, jornais partidários e campanhas eleitorais. A conta também foi utilizada para financiar a compra de carros particulares para a esposa de Sir Harry e os estudos no exterior das filhas do casal. Isso começou em 1981, quando o então primeiro-ministro Sir Seewoosagur Ramgoolam precisava de dinheiro para salvar o jornal partidário do Partido Trabalhista, o Advance, da falência.
A investigação (realizada em conjunto com a Air Mauritius) revelou que quase 85 milhões de rúpias mauricianas foram usados como uma comissão especial. Gérard Tyack passou dois anos na prisão; Robert Rivalland, da Rogers Limited, foi absolvido em 2015 após ter sido condenado a seis meses de prisão em 2008 por cumplicidade.
O processo contra Sir Harry Tirvengadum foi interrompido devido ao seu estado de saúde.

### Escândalo MCB-NPF (Rupias 886,1 milhões roubadas)
Em 14 de fevereiro de 2003, quando Paul Bérenger era ministro das Finanças, L’affaire MCB-NPF foi tornado público depois que Ameenah Rojoa (oficial principal de contabilidade) do Ministério da Segurança Social (MSS) relatou que 60 milhões de rupias estavam desaparecidos das contas bancárias do Fundo Nacional de Pensões (NPF) e do Fundo Nacional de Poupança (NSF) mantidas no Banco Comercial da Maurícia (MCB). A maior parte da apropriação indébita de fundos ocorreu quando Navin Ramgoolam liderava diversas alianças no governo. O NPF é onde milhares de funcionários públicos e empregados depositam economias para se prepararem para a aposentadoria. Logo, os investigadores estabeleceram que 886,1 milhões de rupias estavam desaparecidos. Robert Lesage (gerente principal do MCB), Pierre Guy Noel (executivo do MCB), Ameenah Rojoa (contadora do MSS do NPF), Dev Manraj (secretário do NPF) e outros executivos foram presos sob suspeita de envolvimento na apropriação indevida de fundos do MCB e várias acusações que variavam de lavagem de dinheiro a manipulação de contas de clientes entre 1991 e 2002.
As tentativas de extraditar Teeren Appasamy (mentor e vigarista mauriciano que vivia no Reino Unido) fracassaram. Quatro anos depois, Appasamy foi preso pelas autoridades britânicas, mas ainda assim não pôde ser extraditado para Maurícia, pois possuía um passaporte britânico. Thierry Sauzier, o gerente sênior do MCB, foi acusado de aceitar um suborno de 2 milhões de rúpias. Um grande número de técnicas, contas e estruturas controladas por Robert Lesage e sua rede foi descoberto. Durante mais de uma década, Lesage burlou o sistema de controles do MCB para extrair fundos dos depósitos a prazo do NPF. Investigadores da ICAC estabeleceram que Teeren Appasamy foi o principal beneficiário dos fundos desviados, que acabaram nas contas de 10 empresas e cinco pessoas—Teeren Appasamy, Ravi Ramdewar (advogado de Appasamy), Dev Manraj (alto funcionário público e diretor das empresas de Appasamy), Donald Ha Yeung (economista e associado de confiança de Appasamy), bem como Tamby Appasamy (irmão de Teeren Appasamy). O MCB iniciou processos judiciais contra 38 réus que se beneficiaram do desvio de 886,1 milhões de rúpias dos fundos de aposentadoria dos trabalhadores. Estes incluíam: Sea Rock Paradise Ltd (em 1989, o casal Ha Yeung comprou ações de Masilamani e Veemlah Veerasamy); Angel Beach Resorts Ltd (1987, Teeren Appasamy e Dev Manraj; a esposa de Donald Ha Yeung tornou-se acionista em 1997), Ravi Ramdewar (secretário até maio de 2002), Teeren Appasamy e Marc Daruty de Grandpré (diretores desde agosto de 2001), Belle Beach Ltd (Teeren Appasamy, único diretor), Handsome Investment Ltd (em 1991, acionistas Donald Ha Yeung & Pit Ho Wong Ching Hwai), Quartet Development Co Ltd (1986, acionistas Alain Richard Voon, Donald Ha Yeung, Prithiniah Geerjanand e Sra. Hurkissoon Rambaruth). Em 1990, Roshi Bhadain (Sudarshan) e Geerjanand Khoosman também se tornaram acionistas da Quartet, Magarian Cie Ltd (1988, acionistas Bhardooaz Babeedin e Deochand Nundloll, com Donald Ha Yeung ingressando como novo acionista em 1994), Advance Engineering Ltd (1988, acionistas Narainsamy Sadien, Sudesh Dawoodharry e Danesh Sampathlall), Mauri Beach Travel and Tours Ltd (1997, Dev Manraj (diretor), Ravi Ramdewar (secretário), Donald Ha Yeung e esposa (diretores) e Renu Manraj (diretora)).
Em 1991, Lesage começou a endossar ilegalmente letras de câmbio e notas promissórias que eram descontadas em outras instituições financeiras. Ele disfarçava a origem e o rastro das auditorias dos fundos criando camadas complexas de transações financeiras e separando os fundos desviados e apropriados indevidamente de sua fonte. A partir de 1993, Lesage começou a fazer depósitos (Rs 51 milhões) para Handsome Investment, Quartet Development e Magarian CIE Ltd. Embora Lesage tenha se aposentado do MCB em maio de 2001, ele continuou a movimentar fraudulentamente grandes quantias associadas ao NPF, NSF e a depósitos a prazo, especialmente oferecendo taxas de juros muito generosas para os fundos estatais NPF e NSF, a fim de incentivá-los a continuar renovando seus depósitos a prazo com seu ex-empregador, o MCB.
A ICAC acusou a funcionária pública Ameenah Rojoa (responsável pelo monitoramento dos depósitos do NPF) de conspiração com Lesage, e ela foi presa em 2003.
Comissionada pelo Banco de Maurícia, a empresa de auditoria singapurense nTan realizou uma auditoria independente e relatou, no início de 2015, que executivos e funcionários do MCB haviam se envolvido em uma longa lista de práticas bancárias ilegais. A nTan também destacou a má auditoria realizada pelas firmas BDO e KPMG.
Em outubro de 2017, o MCB foi considerado culpado de lavagem de dinheiro após processo movido pela ICAC e foi multado em Rs 1,8 milhão.

### Palmargate
Em 2003, o ministro da Habitação e Terras, Mukeshwar Choonee, foi preso e acusado de conspiração para aceitar subornos em um escândalo chamado Palmargate. Ele renunciou após ser preso e acusado pela ICAC de aceitar subornos no valor de Rs 4,5 milhões relacionados à venda de terras do Estado. Quando as acusações iniciais foram anuladas em agosto de 2003 devido a uma questão técnica relacionada à existência da ICAC, o caso foi repassado ao Central Criminal Investigation Bureau (CCIB), que prendeu e acusou provisoriamente Choonee em novembro de 2003; ele foi posteriormente liberado após pagar uma fiança de Rs 150.000.

### Envenenamento por cianeto do principal agente do PTr, Indur
Em 21 de fevereiro de 2003, um influente ativista político do Partido Trabalhista (PTr) na região norte, Rajeshwar Indur, morreu por envenenamento por cianeto logo após uma noite de bebedeira com outros membros do Partido Trabalhista. Alguns meses antes de sua morte, o agente Indur havia recebido de presente um terreno de Crown Land do então primeiro-ministro Navin Ramgoolam, e Indur rapidamente vendeu o imóvel para embolsar milhões de rúpias em lucro inesperado. O jornalista Vel Moonien acreditava que Harish Chundunsing estava envolvido no assassinato e que a súbita riqueza de Indur estava ligada ao crime. No entanto, o assassinato de Indur continua sem solução e os lucros obtidos pela venda do Crown Land não foram recuperados. Outro ativista político, Hemant Bangaleea, também foi suspeito de envolvimento na morte de Indur, e a ICAC local iniciou uma investigação sobre Bangaleea em 2006.

### Suborno eleitoral de 2005
Após a reeleição de Ashock Jugnauth como membro da oposição nas eleições gerais de 2005, seu rival derrotado, Raj Ringadoo, iniciou uma ação judicial. Ele alegou que a reeleição de Jugnauth foi resultado de subornos eleitorais: especificamente, a promessa de um novo cemitério muçulmano; e a oferta de empregos para 101 assistentes de saúde de sua Circunscrição nº 8 (Quartier Militaire/Moka) em troca de votos a seu favor. Em abril de 2007, a Suprema Corte considerou Jugnauth culpado. Ele apelou ao Conselho Privado britânico; em novembro de 2008, o Comitê Judicial do Conselho Privado britânico confirmou o veredicto de culpa. Como resultado, Jugnauth perdeu seu assento no parlamento e eleições suplementares tiveram que ser realizadas em 2009.

### Município de Quatre Bornes
Em 2007, a vereadora municipal Bimla Ramloll foi presa sob acusações de tráfico de influência envolvendo a alocação de bancas vagas nos Mercados de Quatre Bornes. A Polícia de Maurícia apreendeu Rs 259.500 encontrados com ela, que supostamente provinham de pagamentos fraudulentos. A prisão foi realizada pela Unidade Antidrogas e de Combate ao Contrabando (ADSU), e a investigação foi conduzida por membros do Departamento Central de Investigação Criminal (CCID) e da ICAC.

### Escândalo do Subutex (Richard Duval e Cindy Legallant)
Em 2008, o primeiro-ministro confirmou no Parlamento que o secretário parlamentar privado (PPS) do Parti Mauricien Social Démocrate (PMSD), Richard Duval, havia oficialmente apresentado um pedido ao Gabinete do Primeiro-Ministro em 29 de abril de 2008 para conceder acesso especial à nutricionista Cindy Legallant à La Terrasse, um lounge VIP exclusivo no único aeroporto da ilha. Três meses depois (em 23 de julho de 2008), Cindy Legallant foi presa ao chegar a Maurícia com Rs 21 milhões em Subutex (buprenorfina) escondidos em sua mala, entre produtos para bebês. Ela e Duval haviam viajado no mesmo avião. Duval recusou-se a renunciar ao Parlamento, apesar dos pedidos públicos do presidente do PMSD, Maurice Allet. Em 2013, Cindy Legallant foi presa e processada por lavagem de dinheiro associada ao tráfico ilegal de Subutex.

### Infiltração de órgãos estatais pela seita Église Chrétienne de Hardy
Em 2009, o líder da oposição Paul Bérenger manifestou suas preocupações na imprensa sobre os perigosos vínculos entre o PMSD de Xavier-Luc Duval, a Autoridade de Turismo, a Events Mauritius e a Église Chrétienne. Preocupações foram levantadas sobre o papel de um ramo da seita Église Chrétienne chamado ASPA, bem como do Church Team Ministries International (CTMI), uma vez que a proximidade de Carole Hardy com Xavier-Luc Duval tornava os órgãos governamentais vulneráveis ao risco de infiltração. Durante seu mandato no governo, Xavier-Luc Duval empregou sua amante Carole Hardy como conselheira, enquanto seu pai, Miki, liderava a seita cristã suspeita de envolvimento em sequestros de crianças.

### Escândalo Labour Party-Betamax
Em maio de 2009, o governo Labour-PMSD liderado por Navin Ramgoolam concedeu um contrato multimilionário a uma empresa recém-criada chamada Betamax, tornando-a fornecedora exclusiva de todo o suprimento de petróleo da ilha por 15 anos para a estatal State Trading Corporation (STC), apesar do aviso do procurador-geral em abril de 2009 para não ignorar o Central Procurement Board.
A Betamax havia sido apressadamente criada por Veekram Bhunjun (cunhado do ministro do Partido Trabalhista Rajesh Jeetah) após a decisão da STC (em janeiro de 2009) de conceder o contrato ao Bhunjun Group.
A empresa de concreto usinado de Bhunjun, Betonix, fez uma joint venture com a firma de Singapura Executive Ship Management Pte Ltd (ESM) para formar a Betamax, que possuiria e operaria um navio petroleiro recém-construído na Coreia do Sul (MV Red Eagle).
Em junho de 2009, o governo de Navin Ramgoolam alterou a legislação para isentar a STC das leis de Licitação Pública (PP) para contratos desse tipo e, em novembro de 2009, a STC concedeu um lucrativo contrato de 15 anos à recém-criada Betamax, que receberia compensações crescentes, independentemente do preço do petróleo no mercado global.
Logo após a eleição do MSM de Jugnauth em 2014, a STC tomou medidas para cancelar o contrato com a Betamax, pois o preço do petróleo havia despencado, tornando as tarifas cobradas pela Betamax pouco competitivas e prejudiciais para o Estado de Maurícia. Em dezembro de 2017, o fornecimento crítico de petróleo a Maurícia quase foi interrompido devido a uma decisão judicial indiana sobre o assunto, o que poderia ter resultado em um apagão generalizado e uma crise econômica no país.
O ministro trabalhista Anil Bachoo e Veekram Bhunjun enfrentaram acusações de conspiração. Em 2019, a Suprema Corte decidiu a favor do Governo de Maurícia, considerando o contrato STC-Betamax ilegal.
Em 15 de maio de 2015, a Betamax entrou com uma notificação de arbitragem contra a STC, reivindicando indenização por quebra do contrato de afretamento (COA). A STC contestou alegando, entre outros pontos, que o COA violava as leis de Licitação Pública e, portanto, era ilegal e inexequível. O árbitro discordou da STC e decidiu em favor da Betamax em 5 de junho de 2017 (o "Prêmio"), determinando que o COA não infringia as leis de PP e que a Betamax tinha direito a US$ 115,3 milhões em indenizações. Após o Prêmio, ambas as partes recorreram à Suprema Corte de Maurícia: a Betamax para fazer cumprir o Prêmio e a STC para anulá-lo, alegando, entre outras razões, que o Prêmio contrariava a política pública de Maurícia. A Suprema Corte concordou com a STC e anulou o Prêmio, considerando o contrato ilegal. A Suprema Corte concedeu à Betamax permissão para recorrer ao Comitê Judicial do Conselho Privado (o "Board"). Em 14 de junho de 2021, o Board aceitou o recurso da Betamax e fez cumprir o Prêmio, com base na conclusão de que a Suprema Corte não tinha o direito de revisar a decisão do árbitro quanto à legalidade do COA sob as leis de PP de Maurícia.

### Lâmpadas Chinesas Falsificadas do CEB (Escândalo das Lâmpadas)
Em 2010, o Conselho da Central Electricity Board (CEB), liderado pelo proeminente político trabalhista (PTr) Patrick Assirvaden, aprovou a concessão de um grande contrato de aquisição à empresa chinesa Alternative Power Solution Limited (APS) (representada localmente por Mohamed Dookhee) para o fornecimento de 660.000 lâmpadas de LED Philips de baixo consumo de energia por mais de Rs 23,37 milhões. Essas lâmpadas Philips seriam então vendidas ao público a um preço de varejo com desconto e subsidiado em toda a Maurícia, a fim de reduzir o consumo geral de energia da ilha e, assim, diminuir suas importações de petróleo. Como resultado, o CEB solicitou ao Standard Bank (África do Sul) a emissão de uma Carta de Crédito a favor da Alternative Power Solution Limited (APS) como garantia para a compra. No entanto, o Conselho do CEB ignorou os alertas emitidos pela Mauritius Revenue Authority (MRA) e pelo Comitê Maurice Ile Durable contra a APS de Dookhee. Quando o CEB consultou a Philips, sediada na Holanda, para verificar se a APS era seu fornecedor credenciado, descobriu que a Philips não endossava a APS. A APS estava prestes a fornecer 660.000 lâmpadas falsificadas da China em vez dos produtos genuínos da Philips especificados no contrato. O CEB então tentou impedir o embarque das lâmpadas de Shenzhen, na China. Com base em alegações feitas em cartas anônimas enviadas ao Gabinete do Primeiro-Ministro (PMO) e à ICAC, o gerente-geral do CEB, Chavan Dabeedin, renunciou em novembro de 2010, mas acabou sendo reintegrado após uma longa investigação. No entanto, o projeto fracassado resultou no desperdício de bem mais de Rs 30 milhões dos fundos públicos dos contribuintes e em custos legais, dado que o Standard Bank e a APS de Dookhee processaram o CEB por mais de uma década em busca de compensação, e nenhuma lâmpada foi fornecida pela APS ao CEB. Em 2015, investigadores policiais do Departamento Central de Investigação Criminal (CCID) começaram a investigar Mohamed Dookhee (APS) para verificar se ele havia falsificado a Carta de Crédito Irrevogável emitida a ele pelo CEB para que o Standard Bank o pagasse creditando sua conta bancária no Banco Comercial da Maurícia (MCB) bem antes do envio das lâmpadas falsificadas da China. Em 2019, a Suprema Corte ordenou que o Central Electricity Board (CEB) pagasse aproximadamente US$ 802.000 mais juros (~Rs 30 milhões) ao Standard Bank. Alegadamente, há um "mandat d'arrêt" contra Mohamed Dookhee, que fugiu para o Reino Unido após ter recebido a indenização.

### Caso MedPoint
Em 2010, para criar um centro especializado em cuidados geriátricos, o Conselho de Ministros do governo da aliança governante PTR-MSM-PMSD aprovou a compra da existente Clínica Privada MedPoint, que pertencia ao Dr. Krishnan Malhotra e à Sra. Shalini Devi Jugnauth-Malhotra. Esta última é irmã do então Ministro das Finanças Pravind Jugnauth e filha do então Presidente Sir Anerood Jugnauth. O objetivo era converter o hospital em um centro especializado. Em 22 de julho de 2011, após uma investigação da Comissão Independente contra a Corrupção (ICAC), a então Ministra da Saúde Maya Hanoomanjee foi presa pela polícia da ICAC e o avaliador-chefe do governo foi suspenso de suas funções. Pravind Jugnauth foi preso sob a acusação de "conflito de interesses". Isso ficou conhecido como o Caso MedPoint ou Escândalo MedPoint. Paul Bérenger, que era o Líder da Oposição na época, protestou contra a prisão. Em 30 de junho de 2015, Jugnauth foi considerado culpado sob o Artigo 13 da Lei de Prevenção da Corrupção de 2002 (PoCA). Ele foi condenado pelo Tribunal Intermediário de Maurícia a um ano de prisão. No entanto, ele recorreu à Suprema Corte de Maurícia e venceu o recurso. A promotoria recorreu ao Conselho Privado do Reino Unido, mas o recurso foi malsucedido. Para defender as partes acusadas, o Diretor-Geral da ICAC, Navin Beekarry, viajou de Maurícia a Londres para estar presente na audiência deste recurso em janeiro de 2019. Isso foi considerado um significativo conflito de interesses por membros da Oposição e pela imprensa local.

### Affaire Roches Noires (Rolex, Ramgoolam & Ramdhony)
No início de julho de 2011, foi registrado um arrombamento no bangalô de Navin Ramgoolam localizado em Roches Noires. Após uma longa investigação policial, e depois que Ramgoolam alterou significativamente sua declaração original à polícia e mentiu no Parlamento, foi revelado que houve uma festa durante a noite, após a qual Ramgoolam lutou com o invasor que posteriormente saiu levando seu relógio Rolex. Ramgoolam havia inicialmente negado estar presente no bangalô no momento da invasão e do roubo. Na ocasião da invasão, outras pessoas presentes no bangalô incluíam Nandanee Soornack e Doomeshwarsing (Rakesh) Gooljaury e sua esposa. No entanto, até 31 de julho de 2011, o suspeito Anand Kumar Ramdhony já estava morto. Seu corpo sem vida foi encontrado sentado dentro da cela da delegacia da polícia de Rivière du Rempart, que fica relativamente distante em comparação com outras delegacias alternativas como Grand-Baie, Plaine-des-Papayes e Terre Rouge. Logo depois, a testemunha Jacques Bigaignon, que afirmava ter ouvido Ramdhony sendo espancado na cela, também morreu. Claude Drapcand, o segurança que estava de plantão na noite da invasão, também morreu.
Eventualmente, o Vice-Comissário de Polícia (DCP) Dev Jokhoo e o DCP Rampersad Sooroojbally foram presos por conspiração para coagir Gooljaury a fazer uma declaração falsa à polícia sobre a presença de Ramgoolam.

### Caso de Suborno (Richard Duval, irmãos Casse e a Autoridade de Turismo)
Em 2011, o ex-funcionário de estábulo e Secretário de Imprensa Parlamentar (PPS) do PMSD, Richard Duval, tornou-se o principal alvo de uma investigação de suborno pela ICAC. O ativista do PMSD, Francis Casse, sua irmã Anne Casse e Richard Duval foram denunciados à ICAC por um empresário que teria sido prometido uma licença da Autoridade de Turismo para operar barcos de lazer em troca de um suborno de Rs 100.000,00. Segundo informações reunidas pelos investigadores da ICAC, Duval, Francis Casse e Anne Casse haviam desenvolvido um esquema no qual atuavam como "facilitadores" para a obtenção das cobiçadas licenças. O meio-irmão de Richard Duval, Xavier-Luc Duval, havia sido ministro do Turismo e a Autoridade de Turismo esteve sob sua jurisdição durante vários anos.

### Suborno e falsificação de documentos para Permissões de Residência (BOI e PIO)
Uma investigação realizada pelo Escritório de Passaportes e Imigração (PIO) em maio de 2012 revelou a existência de um esquema dentro da Junta de Investimentos (BOI) e do próprio PIO. Vários funcionários do BOI (Avinash Roy, Marian Marday, Dayanand Fowdar, Marday Moonien e outros), assim como o notário Chindee Kunniah, foram presos por fazerem parte da rede ilícita, que operava em Maurícia, Réunion e Índia.
Membros da rede fraudulenta utilizavam garantias bancárias falsas para apoiar diversas solicitações de Permissões de Residência para não-mauricianos, como as emitidas para os cidadãos franceses Jean Taye, Phillippe Tokuard, Nadine Toquard, bem como para os cidadãos indianos Dhanjay Goondeeah e Vijay Dedhia.
Outros membros da rede, como Iqbal Mohabuth e Samad Khodabaccus, identificavam possíveis clientes no Aeroporto Internacional SSR antes de oferecerem permissões de residência em troca de suborno a funcionários do BOI.

### Contrato da CEB para o fracassado projeto da fazenda solar Sarako de Seetaram
Em 2012, a CEB concedeu o contrato para construir e operar uma fazenda solar à empresa Sarako PVP Co. Ltd., de propriedade de Sham Seetaram, irmão do ministro do Partido Trabalhista Jim Seetaram, pelo custo estimado de 1,2 bilhão de rúpias. Navin Ramgoolam inaugurou a fazenda solar de 15 megawatts em junho de 2014, apesar das críticas da oposição (notadamente de Paul Bérenger, do MMM) de que a empresa de Seetaram e seu parceiro na joint venture não tinham histórico na realização de tais projetos. A proposta da Sarako também era mais cara do que as dos concorrentes, o impacto ambiental não foi devidamente avaliado e mitigado, e o contrato foi concedido pela CEB à Sarako em tempo recorde. Em 2013, o conselho distrital de Black River emitiu uma Ordem de Paralisação contra o projeto após o alagamento de casas vizinhas. No final de 2021, a Sarako foi colocada sob administração judicial por não conseguir pagar seus credores.

### Lavagem de dinheiro, contratos falsos e tentativas de assassinato envolvendo Bangaleea
O ativista do Partido Trabalhista e ex-motorista de van Hemant Bangaleea ganhou destaque desde 2006 devido ao seu envolvimento em diversos escândalos, bem como à sua riqueza inexplicável e às suas numerosas viagens ao exterior. Bangaleea foi um associado próximo de Navin Ramgoolam. Em 2006, as autoridades começaram a investigar o suposto envolvimento de Bangaleea no assassinato, em 2003, de outro ativista trabalhista, Rajeshwar Indur, bem como a emissão de falsas Cartas de Intenção durante a compra de terrenos valiosos pertencentes ao Estado, próximos à costa de La Cambuse e Bel-Ombre. Em 2012, Pravind Jugnauth revelou que Bangaleea possuía US$ 20 milhões (Rs 600 milhões) em uma conta bancária no HSBC de Singapura, o que desencadeou uma investigação de lavagem de dinheiro pelo DPP. A MRA também iniciou uma investigação sobre a tentativa de Bangaleea de recomprar suas ações no Silver Beach Hotel em 2012. Bangaleea também foi preso em 2012 por desvio de fundos e falsificação de contratos de venda, já que Nitesh Ramdharry, o comprador potencial de um terreno avaliado em Rs 40 milhões (6 arpents) em Goa, Índia, descobriu que o contrato de venda emitido por Bangaleea era falso. Ramdharry foi então ameaçado e agredido por criminosos que tentavam roubar seu dinheiro e o contrato.

### Varmagate e prisão do Procurador-Geral e PPS
Em 4 de maio de 2013, o gerente de campanha do Partido Trabalhista e procurador-geral Yatin Varma esteve envolvido em um acidente de carro no cruzamento da Avenida Des Rosiers com a Avenida Trianon 2, em Quatre Bornes. Testemunhas afirmaram que Yatin Varma saiu do carro junto com seu pai, Monindra Varma, e ambos agrediram Florent Jeannot, o motorista do outro veículo. Como resultado da agressão, o punho de Yatin Varma precisou ser imobilizado com gesso ortopédico. Milicianos do Partido Trabalhista assediaram a principal testemunha, Ravi Seenundun, em sua residência. Em uma tentativa de chegar a um acordo, Maurice Allet (presidente da Autoridade Portuária de Maurícia (MPA) e do PMSD) se reuniu com o pai de Florent, Mario Jeannot, na MPA, no Mauritius Turf Club (MTC) e na igreja de Montmartre em Rose Hill. Allet propôs uma quantia entre 1,5 e 1,7 milhão de rúpias para que Jeannot retirasse sua ação judicial e, assim, resolvesse o caso. O empresário e apoiador do Partido Trabalhista Raj Ramrachia seria o responsável por fornecer os fundos. Quando essas tentativas falharam, o secretário parlamentar privado (PPS) do Partido Trabalhista, Reza Issack, passou a se envolver e organizou uma reunião na casa de Jeannot, em Flic-en-Flac, onde Yatin Varma ofereceu champanhe e um livro à mãe de Florent. As novas tentativas de Reza Issack para resolver o caso também falharam, pois Jeannot recusou-se a retirar sua declaração à polícia. Após uma interpelação de Alan Ganoo no Parlamento, Yatin Varma e o PPS Reza Issack renunciaram. Yatin Varma foi hospitalizado após tentar cometer suicídio ingerindo uma garrafa de herbicida. Tanto o PPS Reza Issack quanto Yatin Varma foram também presos.

### Gambling Gate (Suborno do Judiciário por Lee Shim e Coerção de Testemunha)
Paul Foo Kune, proprietário da rede de jogos de azar Play on Line Ltd, apresentou uma queixa oficial à CCID contra seu ex-sócio Jean-Michel Lee Shim em maio de 2013, acusando-o de ter subornado as secretárias dos juízes Asraf Caunhye e Abdurrafeek Hamuth. Foo Kune alegou que os subornos de Lee Shim garantiram um resultado favorável em relação a um sistema de apostas chamado Sport Data Feed, especializado em jogos de futebol. Vários funcionários públicos empregados no Judiciário foram presos. O Chefe Inspetor Hector Tuyau também foi alvo de uma investigação policial. Como havia deixado Maurícia às pressas para viver em Londres, apenas dois anos depois a polícia mauriciana finalmente interrogou Lee Shim em 2015, após negociar sua imunidade contra processos judiciais por motivos humanitários. O advogado Rama Valayden, que se tornou representante legal de várias casas de apostas associadas ao Mauritius Turf Club, também enfrentou a possibilidade de ser descredenciado após alegações de que teria coagido a principal testemunha, Ahki Bhikajee, a retirar sua declaração e mudar seu testemunho contra um advogado e as duas secretárias dos juízes Caunhye e Hamuth. A polícia britânica também iniciou uma investigação sobre as atividades comerciais de Lee Shim.

### Fraude de imposto de importação (Thierry Lagesse)
Em agosto de 2013, Thierry Lagesse, executivo sênior do Groupe Mon Loisir (GML) e da empresa têxtil Palmar Ltd, foi preso pela CCID no aeroporto de Plaisance após uma investigação sobre fraude aduaneira relacionada a carros de luxo importados por residentes retornados.
As investigações constataram que o mauriciano Ashish Kumar Seeburrun havia retornado a Maurícia em 2011 após viver por muitos anos na Inglaterra, e tinha direito aos benefícios do programa Returning Resident Scheme (RRS), incluindo a possibilidade de importar seu veículo pessoal da Inglaterra pagando apenas 15% do valor como imposto de importação.
Agentes da Mauritius Revenue Authority (MRA) descobriram que o Mercedes-Benz SLS63 AMG de Seeburrun (avaliado em £143.500,00 ou Rs 7,9 milhões) estava sendo utilizado exclusivamente pelo empresário Thierry Lagesse, em clara violação da lei. Dhaneshwar Toolsee, diretor da empresa importadora de veículos SS Motor Point, também foi preso. Ele revelou que Thierry Lagesse havia solicitado a subavaliação do Mercedes SLS63 AMG de Seeburrun em dezembro de 2010. O Mercedes AMG de Seeburrun foi confiscado pelas autoridades governamentais, e seguiu-se um longo processo judicial contra Lagesse, Seeburrun e Toolsee, com diversos recursos.
Lagesse e Seeburrun contestaram a decisão de 2016 do Diretor de Processos Públicos (DPP) de recorrer da absolvição deles ao Conselho Privado da Rainha. Em 2020, o Conselho confirmou a decisão do DPP e determinou que os dois enfrentassem um novo julgamento por conspiração e "posse de mercadorias sobre as quais não foi pago o imposto de consumo" perante o tribunal intermediário.

### Golpe de vingança da Lottotech
Em setembro de 2013, o jornalista Stellio Antonio, que atuava como gerente de assuntos públicos da empresa de loteria Lottotech, foi preso pela polícia de Maurícia após acusações feitas por Teemal Gokool. Em janeiro de 2021, Antonio foi absolvido, pois Gokool confessou em tribunal que o inspetor da polícia local, Rajaram, o havia coagido a fazer falsas acusações contra Antonio como ato de vingança.
Durante vários anos antes de sua prisão, Antonio havia publicado artigos críticos à Police des Jeux (Polícia de Jogos), alguns dos quais resultaram na transferência punitiva do policial Rajaram.
Em 2013, Gokool alegou que Antonio o havia abordado para participar de um esquema fraudulento de Rs 28,3 milhões, no qual Gokool reivindicaria o prêmio alegando ter perdido o bilhete premiado.

### Fraude Universitária, Université Marron, EIILM, UoM e Rajesh Jeetah
Desde 2007, o irmão do ministro da Educação Superior (Partido Trabalhista) Rajesh Jeetah, Sunil, era o único proprietário do campus do Eastern Institute for Integrated Learning in Management (EIILM) em Maurícia. O campus operou como uma universidade privada paga durante vários anos. Centenas de estudantes se formaram no campus do EIILM em Maurícia. No entanto, a Comissão de Subsídios Universitários da Índia (University Grants Commission - UGC) não reconhece universidades indianas localizadas fora do território da Índia. Diversas universidades recusaram os programas de graduação do EIILM e a admissão de seus graduados em programas de pós-graduação, pois suas qualificações não eram reconhecidas fora do âmbito do EIILM. No Parlamento, o ministro Jeetah negou persistentemente que as atividades do EIILM fossem ilegais, defendendo a instituição de seu irmão como sendo totalmente independente do EIILM original, sediado em Sikkim.
O ex-reitor (vice-chancellor) da Universidade de Maurícia (UoM), R. Rughooputh, também revelou que seu contrato havia sido indevidamente encerrado por se recusar a apoiar a ambição de Rajesh Jeetah de aumentar o número de universidades estrangeiras baseadas em Maurícia. Em 2014, Jeetah chegou a promover a filial ugandense da Open University of Mauritius, alegando que seria avaliada pelas autoridades educacionais britânicas.
O escândalo ficou conhecido localmente como "Université Marron" (ou Fraude Universitária).
Após protestos oficiais da Comissão de Subsídios Universitários (UGC) da Índia, e depois que o Partido Trabalhista (PTr) de Navin Ramgoolam perdeu as eleições gerais de 2014 para seu rival MSM, a Comissão de Educação Superior (TEC) de Maurícia retirou seu apoio ao campus mauriciano do EIILM em dezembro de 2015. O destino incerto das centenas de graduados do EIILM (Maurícia) e de outros campi ilegais permanece sem solução.

### Affaire Boskalis
Em 2013, o grupo holandês de dragagem Boskalis foi multado no equivalente a €1000 por um tribunal em Maurícia por realizar pagamentos ilícitos a um oficial do porto. A testemunha Jan Cornelis Haak, um representante da Boskalis International Bv, se declarou culpado de pagar subornos e propinas no valor de Rs 3 milhões em dólares americanos e euros ao ex-ministro Siddick Chady e seus aliados para garantir o grande contrato de dragagem do porto em 2006. Seguindo o mesmo escândalo de suborno da Boskalis, Prakash Maunthrooa (ex-diretor da Autoridade Portuária de Maurícia (MPA) e lobista político de vários partidos) foi condenado e sentenciado a nove meses de prisão em novembro de 2019. Siddick Chady (ex-presidente da MPA e proeminente ex-membro do Partido Trabalhista (PTr)) também foi sentenciado a nove meses de prisão. Chady e Maunthrooa haviam recebido cerca de Rs 3 milhões em subornos e propinas para favorecer o contratante Boskalis na concessão de contratos de dragagem perto do Canal Anglais e outros. A Boskalis fez alguns pagamentos a Siddick Chady por meio de Gilbert Philippe, presidente da MPA. Além disso, a Boskalis também pagou a Siddick Chady seis vezes por meio da Yashraj Films (Índia) e Maurifilms (ilha da Reunião) para a empresa privada de importação de filmes de Siddick Chady, Blockbuster.

### Affaire Sunkai Ponzi Scheme
A ex-conselheira municipal do PMXD Bhimla Ramloll (apelidada de Madame Kaba ou "mulher da bolsa") foi presa em abril de 2013 após o colapso de um esquema Ponzi organizado por sua empresa, Sunkai Company Limited. As vítimas do esquema Ponzi Sunkai haviam sido prometidas de que seus investimentos dobrariam em três meses. Vários policiais atuaram como agentes para o esquema de Bhimla Ramloll, e diversos advogados também estavam ativamente envolvidos em seus negócios. O custo total estimado da fraude de Ramloll é de Rs 768 milhões. Em maio de 2018, ela foi presa por sua participação em um assalto a mão armada em uma joalheria em Rose Belle. Bhimla e seu marido Mohit Ramloll foram acusados de lavagem de dinheiro por terem comprado um terreno de 365 metros quadrados em Sodnac por Rs 2,6 milhões para lavar dinheiro. Em maio de 2021, a audiência do caso foi adiada pela 17ª vez, pois o advogado de Bhimla alegou estar doente demais para representá-la. Assim, Bhimla Ramloll e seu marido Mohit Ramloll foram liberados sob fiança no valor de Rs 200.000.

### Caso de desaparecimento do arquivo de Richard Duval em 2014 – Dirigindo sob efeito de álcool
Em agosto de 2014, uma auditoria interna revelou que o arquivo do caso de Richard Duval havia misteriosamente desaparecido dos registros do Ministério da Justiça. Em julho de 2013, Richard Duval (político do PMSD e presidente da State Property Development Company) se recusou a fazer o teste do bafômetro, o teste de sangue e o teste de urina após perder o controle de seu BMW próximo ao complexo de Mauvilac, em Pailles. Após ser acusado de dirigir sem os devidos cuidados e atenção, além de não fornecer uma amostra de ar para o teste do bafômetro, Richard Duval falhou em comparecer ao tribunal para a audiência marcada em fevereiro de 2014, optando por viajar para a África do Sul por alguns dias.

### Terras do Estado alocadas a ativistas políticos do Partido Trabalhista e aliados
Após as eleições de dezembro de 2014, o novo governo investigou ativistas e aliados do ex-primeiro-ministro Navin Ramgoolam. Foram iniciados processos criminais para recuperar cerca de 1.000 acres (1.150 arpentes) de terras pertencentes ao Estado, alocadas a várias organizações e aliados sob o governo do Partido Trabalhista desde 2005. A documentação legal foi registrada no Escritório Jurídico do Estado (SLO), e a CCID também esteve envolvida na investigação. Os principais alvos da investigação foram:
- Suryadeo Sungkur, ativista do Arya Samaj e do Partido Trabalhista, que recebeu terras à beira-mar para seu restaurante Ritum Coffee em Trou Aux Biches.[197]
- Lekram Nunlall (Tarisa Resort) e Navin Unoop (Voice of Hindu e Vijay Om Hamara).[198]

O novo governo também investigou outros negócios e acordos de terras de pessoas e empresas consideradas próximas ao ex-primeiro-ministro e ao Partido Trabalhista. Entre eles estavam:
- Corporate Hotel Ltd - 30 arpentes (25,3 acres) desde 2009;
- A subsidiária da British American Investment (BAI), Tucson Ltd., fundada por Dawood Rawat - 20 arpentes (17 acres);
- Dhanjay Callikan (Whitewater Consulting Services) - 4 arpentes (3,3 acres) em Balaclava. Dhanjay é irmão de Dhananjay (Dan Callikan), ex-assessor de Navin Ramgoolam e ex-diretor da Mauritius Broadcasting Corporation (MBC) e National Transport Corporation (NTC);[199]
- Sandranee Ramjoorawon (prima de Navin Ramgoolam) - 7,3 arpentes (6 acres) em Palmar para um complexo de apartamentos, por meio da empresa Dream Spa & Resorts Limited;
- Tommy Ah-Teck - 19,7 arpentes (16,6 acres) na praia de Albion para a construção de um hotel, por meio de sua empresa Insignia Leisure Resorts Ltd.[200][201][202][203] Tommy afirmou que seu grupo nunca foi alvo de uma investigação ou disputa relacionada ao seu comportamento ou gestão.[204]
- 31 arpentes (26,1 acres) concedidos à empresa Midas Acropolis, do tesoureiro do Partido Trabalhista Deva Virahsawmy;
- Concessão de 12,5 arpentes (10,5 acres) de terra à Beta Cement, uma subsidiária da Betonix, propriedade de Veekram Bhunjun, irmão da esposa do ex-ministro Rajesh Jeetah;
- Acres de terra concedidos a Ah-Fat Lan Hin Choy, ex-tesoureiro do Partido Trabalhista.[205][199]
- 30 arpentes (25,3 acres) concedidas à Pride Bridge em Palmar para um projeto de eco-turismo malsucedido. A empresa Pride Bridge foi criada em 2008 por indivíduos próximos a Navin Ramgoolam e ao Partido Trabalhista, como Habeemanoo Soornack (pai de Nandanee Soornack), Natacha Rugoo (ex-esposa de Rakesh Gooljaury), Khushal Lobine (ex-presidente da Waste Water Management Authority, ex-presidente da State Insurance Company e advogado de Soonack e Gooljaury) e ex-jornalista Harish Chundunsing.[206]

### Incêndio após venda de terreno contestada envolvendo o notário Deelchand
Em abril de 2015, o notário Vinay Deelchand e seus três colaboradores Sandeep Appadoo, Mahendra Choonea e Dharmanand Sambon foram condenados e sentenciados por arquitetarem um plano maligno para incendiar a casa de Anwar Toorabally em 17 de agosto de 2000. Nesse dia, um coquetel molotov foi lançado na casa de Toorabally, localizada na Shakespeare Rd, Port Louis, e seu veículo todo-terreno pegou fogo. Antes desse incidente, Toorabally havia vendido 3 arpentes de terreno vazio localizado em Bois-Pignolet, Terre-Rouge, para um residente de Long Mountain pelo valor acordado de Rs 3 milhões. No entanto, Toorabally recebeu apenas Rs 1 milhão e, quando tentou recuperar o restante dos Rs 2 milhões, descobriu que o notário Deelchand e seus associados Appadoo, Chooneea e Sambon haviam adquirido a propriedade. Antoine Chetty, o ex-guarda-costas do notário Vinay Deelchand, revelou que seu chefe lhe ordenou incendiar a casa de Toorabally e jogar ácido em seu rosto como forma de intimidação. Antoine Chetty havia feito acusações contra várias pessoas de alto perfil durante 2004, incluindo o ex-Comissário de Polícia, Raj Dayal. Ele estava em conluio com seu advogado, Samad Goolamaully, e vários jornalistas da mídia tradicional, que o retratavam como um condenado arrependido. Várias acusações se mostraram infundadas, sendo a última contra o contador profissional Yajnyandra Nath Varma (Yash Varma), que era gerente na KPMG Mauritius. A acusação contra Yash Varma foi retirada dentro de um ano e meio devido à alegação estar carregada de mentiras e a polícia não encontrar uma única peça de evidência, embora o contador tenha perdido seu emprego no processo, sendo vítima de um julgamento pela imprensa. Após esse caso, as acusações contra outras pessoas contra as quais haviam sido feitas alegações anteriormente por Antoine Chetty foram retiradas. Parecia que ele estava usando as alegações como forma de chantagem. Seu próprio advogado foi condenado a prisão aos 12 anos na Inglaterra. Antoine Chetty era um traficante de drogas que cumpriria vários anos de prisão.

### Fraude, colusão e lavagem de dinheiro envolvendo Bramer, BAI e SIC
Em 2015, o ex-deputado do Partido Trabalhista e ex-diretor da State Investment Corporation (SIC), Iqbal Mallam Hassam, foi preso e investigado pela ICAC por possível colusão. Ele havia comprado dois lotes de espaço para escritórios no Bramer House (localizado na Cybercity em Ebene) do Bramer Property Fund (BPF) por Rs 105 milhões em 2014, após contrair um empréstimo do Bramer Bank (parte do BAI) por meio de sua entidade privada recém-criada Ottoman Capital Ltd (OCL) via Byzantium Trust, seguindo o conselho de Ashvin Dwarka. Embora esses escritórios tivessem sido avaliados em Rs 115 milhões, foram vendidos a Iqbal Mallam Hassam por apenas Rs 105 milhões. Além disso, a SIC, que Iqbal Mallam Hassam estava liderando, investiu Rs 155 milhões no BPF sem buscar a aprovação do conselho de diretores. Esse arranjo suspeito gerou um lucro mensal de Rs 210.000 para Iqbal Mallam Hassam às custas dos clientes da Bramer Asset Management Ltd e do Bramer Property Fund. O proprietário e locador Bramer Property Fund também se tornou inusitadamente um inquilino, pois teve que pagar Rs 520.000 mensais (para alugar o 11º andar) para o Ottoman Capital Ltd de Iqbal Mallam Hassam, além de um adicional de Rs 335.000 por mês para alugar espaço no térreo. O CCID também investigou Iqbal Mallam Hassam por suspeita de colusão e conflito de interesse com o grupo British American Investment (BAI). Os tribunais não encontraram irregularidades e, posteriormente, limparam Iqbal Mallam-Hassam de todas as acusações, anulando o caso da acusação.

### Escândalo do Hotel Sun Tan, Palmar e arrendamento de terra da coroa (DPP Boolell)
Em 2015, a ICAC preparou-se para prender Satyajit Boolell quando ele chegasse ao único aeroporto da ilha. Boolell, diretor de processos públicos (DPP) e irmão do ex-ministro sênior do Partido Trabalhista, Arvin Boolell, estava sendo investigado após alegações de que usou sua influência para coagir funcionários do Ministério de Habitação e Terras (MoHL) a renovar um arrendamento de longo prazo de terras da coroa (Térrain à Bail) por 60 anos para a empresa privada Sun Tan Hotels Pty Ltd, da qual o DPP Boolell é diretor. A terra da coroa, localizada em uma área privilegiada de Palmar, havia sido alocada à empresa Sun Tan Hotels Pty Ltd de Boolell (incorporada em 19 de maio de 1987, e atuante no setor de turismo). A ICAC também investigou um possível conflito de interesse, dado que Satyajit Boolell havia solicitado e participado de uma reunião em 2011 com o Ministério de Habitação e Terras para negociar o valor do aluguel do arrendamento da terra da coroa para Rs 45.000 por ano, embora ele já tivesse participado (junto com o procurador-geral) de consultas anteriores com autoridades estatais em 2008 sobre um aumento geral de Rs 45.000 para Rs 1,6 milhão anuais, conforme os requisitos revisados do Ministério das Finanças. Assim, a perda para o contribuinte mauriciano em um arrendamento de 60 anos seria de Rs 93,3 milhões, em favor da empresa de Boolell, a Sun Tan Hotels. A ICAC também considerou incomum que Boolell tenha solicitado e participado de tal reunião, visto que, para questões como essa, normalmente Sailesh Beenessreesingh, outro diretor da Sun Tan Hotels Pty Ltd, era o responsável.

### Escândalo do Conselho Mauriciano de Esportes e ativista Khudurun (No.8)
Menos de um ano após as eleições de dezembro de 2014, o ativista político Nawshad Khudurun, que havia feito campanha ativamente para o MSM no Distrito No. 8, recebeu um contrato do Conselho Mauriciano de Esportes (MSC) para produzir um clipe de marketing para promover a próxima Noite de Premiação Nacional de Esportes (janeiro de 2016), embora não tenha sido o menor licitante. Naquela época, o MSC estava sob o controle direto do ex-ministro da Juventude e Esportes, Yogida Sawmynaden, que havia sido eleito no mesmo Distrito (No. 8) onde Khudurun fizera campanha para o partido do ministro (MSM). Mas Khudurun revelou ainda que um servidor público sênior do MSC havia solicitado um suborno de Rs 15.000 para que ele recebesse os Rs 176.000 devidos a ele conforme os termos do contrato. O PRO do Ministério da Juventude e Esportes entregou-lhe um cheque no valor de Rs 18.000. Mais tarde, Khudurun produziu gravações de áudio das conversas para denunciar esses casos de má conduta à ICAC, enquanto o Ministro Yogida Sawmynaden lhe oferecia um adicional de Rs 18.000 em dinheiro.

### DCL, Ramalingum, tablets escolares e a internet
Em 2015, a ministra da Educação, Leela Devi Dookun-Luchoomun, cancelou o contrato da empresa privada Data Communications Limited (DCL) para o fornecimento de tablets eletrônicos às escolas primárias. O diretor da DCL, Ganesh Ramalingum, já havia recebido um depósito de Rs 21,7 milhões sem ter fornecido um único tablet para qualquer escola. O ministério de Dookun-Luchoomun entrou com uma reclamação legal de Rs 141,2 milhões, incluindo custos de compensação. No entanto, em fevereiro de 2017, o então ministro de Tecnologia, Yogida Sawmynaden, concedeu outro grande contrato (para conectar 160 escolas à internet) à DCL por meio do Central Procurement Board (CPB). Ramalingum, da DCL, solicitou um pagamento adiantado de Rs 45 milhões através do Escritório de Assuntos Jurídicos do Estado. Logo depois, a DCL entrou em falência sem ter instalado nenhuma conexão de internet.

### Affaire Bale Couleur
Em abril de 2016, a ICAC recomendou o início de processos formais contra o ex-ministro do Meio Ambiente, Raj Dayal, com acusações de suborno por um funcionário público. O ministro foi demitido quando detalhes de uma gravação de áudio ("bande sonore") foram divulgados ao público pela imprensa. A gravação sugeria que ele estava pedindo um suborno de Rs 1 milhão ao empresário Saheed Nawab Soobhany "Patrick" pela compra de 50 sacos de pó pigmentado alimentar (conhecido popularmente em francês como "Bale Couleur") usado durante o festival hindu de Holi, em troca de uma autorização ambiental para um projeto imobiliário em Gros-Cailloux. O caso foi adiado várias vezes após pedidos de Dayal para suspender o caso por motivos de saúde. Em maio de 2019, Soobhany foi declarado falido.

### Escândalo do Euroloan
Em meados de 2015, o ministro das Finanças do MSM, Vishnu Lutchmeenaraidoo, em nome de seu SVL Trust, obteve um empréstimo de €1,1 milhão (Rs 45 milhões) do State Bank of Mauritius (SBM), sem fornecer muitos detalhes sobre o propósito do empréstimo e sem oferecer garantia de ativos. Apesar das preocupações levantadas pelo Comitê de Crédito do SBM, seu presidente e diretor Nayen Koomar Ballah, que também é o cunhado do Primeiro-Ministro Sir Anerood Jugnauth, não só aprovou o empréstimo como uma "emergência", mas também reduziu a taxa de juros de 1,9% para 1,5% e aumentou o valor do empréstimo de €1 milhão para €1,1 milhão. Detalhes do escândalo, um conflito de interesse já que o nome de Ballah havia sido proposto por Vishnu Lutchmeenaraidoo para o Comitê de Crédito do SBM, acabaram vindo à tona. Quando a ICAC iniciou sua investigação, Vishnu Lutchmeenaraidoo afirmou que o empréstimo era de apenas €400.000 e então ofereceu sua residência (avaliada em Rs 33,48 milhões ou €384.584) como garantia para o empréstimo de Rs 45 milhões (€516.642). Como resultado do escândalo, Jugnauth fez uma reforma ministerial em março de 2016 e Vishnu Lutchmeenaraidoo foi transferido do Ministério das Finanças para o Ministério das Relações Exteriores.

### Negócios imobiliários de Seetaram e empréstimos não pagos
O ex-presidente da Assembleia Nacional Iswurdeo Seetaram e sua esposa Rookmeenee Bundhoo-Seetaram foram considerados culpados por quebra de contrato e multados por enganarem compradores de terras localizadas em Henrietta em abril de 2016. Na época da venda da terra, em 2004, Seetaram havia se comprometido a fornecer fornecimento de água, eletricidade e acesso aos compradores até julho de 2008. No entanto, como o casal Seetaram não forneceu tais serviços, os compradores processaram-os por danos. Em novembro de 2016, outro casal processou Seetaram pela mesma quebra de contrato e por fazer alegações falsas.
Em outubro de 2016, o ex-ministro do Partido Trabalhista Jim Seetaram foi o alvo de um affidavit para a retomada de um Porsche Cayenne, que ele estava leasing da La Prudence Leasing Finance Company Limited. Antes do affidavit, a empresa de leasing havia solicitado o pagamento várias vezes, mas Seetaram não pagou. A empresa então tentou recuperar os Rs 1,77 milhões que ele devia.
Em novembro de 2016, o membro do Partido Trabalhista e ex-presidente do Parlamento Iswurdeo Seetaram, pai de Jim, foi processado no Masters' Court após não ter pago Rs 3,9 milhões que havia emprestado do Development Bank of Mauritius (DBM) para financiar sua empresa privada Bharatee Mixed Farming. Como resultado, o DBM tentou recuperar os fundos por meio do processo de venda judicial, envolvendo dois lotes de terra em Cité EDC Henrietta, que Seetaram havia usado como garantia para os empréstimos.

### Conselho Nacional de Informática
Em maio de 2016, o representante da Techno Women Organization (TWO) Institute e da Cisco Systems entrou com um processo contra o National Computer Board (NCB) e executivos da Mauritius Qualifications Authority (MQA). Alegou-se que um suborno de Rs 200.000 foi exigido para um contrato no valor de Rs 2 milhões, que seria utilizado para organizar um curso (290 horas de aulas) sobre tecnologia.

### Lucro de Rs 48 Milhões de Grand Baie para a Família do Ministro Soodhun
Em 2016, Umeir Soodhun, filho do então Vice Primeiro-Ministro Showkutally Soodhun, obteve um lucro de Rs 48 milhões ao vender suas ações em uma empresa privada, que apenas alguns meses antes havia recebido um contrato de arrendamento de 60 anos de 1931 metros quadrados de terreno estatal (Pas Géométriques) à beira-mar em Grand Baie. Embora o contrato de arrendamento original entre o Governo de Maurícia e a empresa de Soodhun (Société Mohamad Umeeir Ibne Showkut) não fosse transferível a outra parte, Umeir Soodhun vendeu todas as suas ações para transferir a propriedade do arrendamento de 60 anos para quatro cidadãos chineses. Soodhun conseguiu até mesmo contornar as restrições legais que se aplicam à posse de terras em Maurícia por estrangeiros, obtendo uma autorização especial de Sir Anerood Jugnauth. O Non-Citizens Property Restriction Act impede que estrangeiros adquiram, possuam, alienem ou comprem imóveis sem um certificado especial emitido pelo Gabinete do Primeiro Ministro. Contudo, em 9 de novembro de 2016, Jugnauth já havia emitido o certificado especial que autorizava a venda das ações da empresa de Soodhun para os cidadãos chineses Milao Wang, Jianzhong Zhu, Yu Sun e Liu Senhua. A notária Wenda Sawmynaden, esposa do Ministro Yogida Sawmynaden, preparou os documentos legais para a venda. Originalmente, em 18 de junho de 2012, o Ministro Soodhun e sua esposa haviam transferido suas ações para seu filho Umeir, e as ações foram avaliadas em apenas Rs 14 milhões.

### Suborno de funcionário público por Eshan Juman
Em novembro de 2016, o deputado do Partido Trabalhista e ex-vice Lord Mayor Mohamed Eshan Juman foi considerado culpado de "suborno de funcionário público". Como resultado, e apesar de um recurso, Juman foi condenado a 1 mês de prisão. Em 2007, Eshan Juman havia tentado subornar o policial Juwaheer para evitar uma multa após ser flagrado usando o telefone celular enquanto dirigia, além de ter se recusado a apresentar sua carteira de motorista. Durante sua audiência no tribunal, Eshan Juman afirmou ser motorista de caminhão, embora fosse o vice Lord Mayor.

### Autoridade Independente de Radiodifusão (IBA)
Em 2016, a Alentaris selecionou os candidatos para o cargo de diretor da Autoridade Independente de Radiodifusão (IBA). O presidente da IBA, que era membro do partido político no poder, foi contratado como diretor. Em abril de 2016, a ICAC abriu uma investigação sobre a contratação do diretor da IBA.
Em 2017, um jornal revelou a prática questionável da diretora da IBA de solicitar US$ 15.000 de investidores para cada projeto que exigisse a colaboração de um ministério do governo.

### Biscuitgate
Em fevereiro de 2017, Shakeel Mohamed, membro do Parlamento e líder do Partido Trabalhista, apresentou uma moção de censura contra a presidente da Assembleia, Maya Hanoomanjee, cuja empresa da filha, a Rum and Sugar Ltd, havia sido contratada para fornecer biscoitos enlatados para organizações estatais. O produto foi retirado das prateleiras após investigações sobre as práticas de fabricação da empresa. O escândalo ficou conhecido como "biscuitgate".
As latas, fornecidas por uma padaria local, estavam rotuladas de maneira enganosa como "Made in UK". Houve uma margem de lucro de 3300% sobre os biscoitos produzidos localmente, e o endereço da embalagem, que deveria ser informado de acordo com as leis sanitárias, era falso.

### Escândalo do Cardiac Centre e o caso Vijaya Sumputh
Em março de 2017, o ministro da Saúde Husnoo revelou que a ativista política Vijaya Sumputh, associada próxima de seu antecessor Anil Gayan, havia recebido um aumento salarial de 200% como diretora do Fundo Fiduciário para Cuidados Médicos Especializados (Trust Fund for Specialized Medical Care - TFSMC). O caso foi submetido a uma Comissão de Apuração dos Fatos (Fact-Finding Committee - FFC) e as conclusões foram enviadas para a Comissão Independente contra a Corrupção (ICAC). Em outubro de 2018, o primeiro-ministro informou à Assembleia Nacional que a ICAC já havia iniciado uma investigação sobre a controvérsia em março de 2017, mas nenhuma prisão foi efetuada. Em janeiro de 2019, o ex-presidente do TFSMC, Vishwamitra Ramjee, também foi convocado para interrogatório.
Anteriormente, Vijaya Sumputh também havia sido nomeada pelo então ministro da Saúde, Anil Gayan, como chefe do Cardiac Centre. A associação entre os dois ganhou destaque na mídia em 2004, quando Vijaya Sumputh foi nomeada diretora da Autoridade de Turismo (Tourism Authority) enquanto Anil Gayan era ministro do Turismo. Em 2012, Gayan e Sumputh registraram conjuntamente uma nova empresa—Southall Company Limited—para oferecer serviços de consultoria em gestão. Em 2013, Gayan e Sumputh criaram uma segunda empresa em parceria—Lex Advoc Associates Company Limited—para oferecer serviços de consultoria imobiliária.

### Escândalo da tentativa de aquisição da NMH
Em março de 2017, o contador Kriti Taukoordass foi nomeado Investigador Especial pela Comissão de Serviços Financeiros (Financial Services Commission - FSC) para investigar a tentativa de um grupo de franco-mauricianos de realizar uma aquisição hostil da New Mauritius Hotels Ltd (NMH) em fevereiro de 2016. Hector Noël (Espitalier-Noël Ltd (ENL) Land Ltd), Louis Rivalland (CEO da Swan), o notário Jean Pierre Montocchio, gestores da Rogers e outros participaram conjuntamente na tentativa de adquirir ações da NMH no valor de 1,4 bilhão de rúpias. Como resultado, ofertas concorrentes de outras partes, como a Sunnystars Resorts Holdings, ficaram de fora da transação final. Em meados de 2017, o investigador Taukoordass apresentou seu relatório provisório, que destacou achados importantes e várias anomalias. No entanto, indicados políticos do governo do MSM (Gérard Sanspeur e Dev Manraj) intervieram para impedir a divulgação do relatório final de Taukoordass, recusando-se a pagar sua fatura. Taukoordass também foi ameaçado de ações judiciais tanto pelo grupo ENL-Rogers-Swan (no valor de 800 milhões de rúpias) quanto pela NMH (200 milhões de rúpias). Como consequência, nenhuma outra ação investigativa contra os irmãos Noël, Rivalland, Montocchio, Taylor e outros foi possível até o momento.

### Obstrução de policial por Ajay Gunness
Em abril de 2017, Ajay Gunness, secretário-geral do MMM e membro do Parlamento, interveio na delegacia de polícia de Flic-en-Flac para liberar seu cunhado Sanjay, que estava sob custódia policial por dirigir embriagado. Durante uma fiscalização rotineira no sábado, 15 de abril de 2017, policiais da Unidade de Segurança Rodoviária realizaram um teste do bafômetro em Sanjay, que estava dirigindo um carro. Como ele apresentava um nível de álcool no sangue de 36 miligramas — ultrapassando o limite legal em 11 miligramas —, foi preso e encarcerado na delegacia de Flic-en-Flac. No entanto, Ajay Gunness chegou logo depois e instruiu Sanjay, residente de Montagne-Blanche, a ignorar as instruções dos policiais, conduzindo-o para fora da delegacia sem autorização dos agentes de plantão. Um policial relatou que Ajay Gunness também lhes implorou para que abandonassem o caso. Ambos deixaram o local no carro de Sanjay, que estava sendo dirigido pela esposa deste. Foram consideradas acusações de Obstrução de Policial sob a seção 13G da Lei da Polícia ou Moléstia a Agente Público sob a seção 3 da Lei de Proteção de Oficiais Públicos e Ultraje contra um agente da Autoridade Civil sob a seção 159 do Código Penal contra Gunness. Após as investigações iniciais, ele foi reconvocado pela polícia para novo interrogatório e acabou sendo preso. A referência a este incidente foi feita na Assembleia Nacional como um mau exemplo de intervenção política para proteger um parente embriagado.

### Escândalo das compras com cartão de crédito
Em março de 2018, a presidente de Maurícia, Ameenah Gurib-Fakim, renunciou ao cargo após um escândalo revelado pela imprensa local, o que constrangeu o governo no poder, que havia apoiado sua nomeação para o cargo cerimonial. Foram publicados recibos de gastos privados da presidente no exterior — produtos de luxo como joias e roupas — utilizando um cartão de crédito fornecido por uma organização não governamental (ONG). A ONG havia sido fundada por um banqueiro angolano interessado em obter uma licença bancária e realizar outros investimentos em Maurícia. Ameenah Gurib-Fakim teria usado o cartão de crédito da Planet Earth Institute (PEI), sediada em Londres, para comprar itens no valor de US$ 26.000, não relacionados ao seu trabalho para a PEI.

### Lucro de Rs 15 milhões para ministro com terreno em Trianon
Para viabilizar o progresso do projeto Metro Express, o Ministério das Terras e da Habitação adquiriu 42 terrenos como parte de um esquema de aquisição compulsória em 2017–18. Um dos beneficiários do esquema foi o Ministro da Saúde Anwar Husnoo, cujo terreno de 897 metros quadrados em Sodnac (Trianon) foi comprado por Rs 15 milhões, ou Rs 16.833 por metro quadrado, enquanto outros proprietários receberam compensações muito menores. Outros membros do público receberam entre Rs 824 por metro quadrado e Rs 11.317 por metro quadrado.

### 2015-2018 Comissão de Inquérito sobre o Tráfico de Drogas
Em julho de 2018, a Comissão de Inquérito sobre o Tráfico de Drogas (presidida pelo ex-juiz Puisne Paul Lam Shang Leen) publicou seu relatório após 3 anos de investigação. O relatório descreveu os métodos usados pelos principais envolvidos nessa atividade ilegal. Em poucos dias, 3 membros do MSM renunciaram aos seus cargos. A advogada Roubina Jadoo-Jaunbocus, Ministra da Igualdade de Gênero, havia visitado numerosos detentos em várias prisões (por exemplo, 37 visitas em 2009), incluindo o traficante de drogas condenado mais notório Peroumal Veeren. Roubina Jadoo-Jaunbocus também havia realizado visitas não solicitadas às celas de presos, embora eles nem fossem seus clientes. A comissão também relatou que ela havia atuado como intermediária em esquemas de lavagem de dinheiro em nome de traficantes de drogas presos. Sanjeev Teeluckdharry, então vice-presidente da Assembleia no governo do MSM, inicialmente tentou não testemunhar perante a comissão, mas não teve sucesso. Ele também realizou diversas visitas não solicitadas e fez muitas ligações telefônicas para traficantes presos, incluindo o condenado Rudolf Derek Jean Jacques, também conhecido como 'Gro Derek'. Sanjeev Teeluckdharry também havia instruído um detento a fazer falsas acusações contra um policial da Unidade Antidrogas e de Combate ao Contrabando (ADSU). A comissão também foi muito crítica em relação ao advogado Abdool Raouf Gulbul, membro do MSM e marido da chefe de justiça Rehana Bibi Mungly-Gulbul, que também era presidente da Autoridade Reguladora de Jogos (GRA). Gulbul foi criticado pelo uso de telefones descartáveis, pela sua capacidade de obstruir a justiça e por lucrar com os rendimentos do tráfico de drogas, como no caso do traficante condenado Siddick Islam, que pagou Rs 25 milhões a Gulbul utilizando dinheiro proveniente do tráfico ilícito. A campanha eleitoral de Gulbul no Distrito Eleitoral Nº 3 também havia sido financiada pelo traficante de drogas Sada Curpen. Gulbul também era conhecido por instruir seus funcionários subordinados a abastecer as contas bancárias de traficantes presos. Diversos advogados, incluindo Samad Goolamally, Ashley Hurrhangee e Tisha Shamloll, também testemunharam contra Raouf Gulbul.

### Luanda Leaks
Quando o ICIJ divulgou os documentos do Luanda Leaks sobre a bilionária russo-angolana Isabel dos Santos, e pouco depois o gestor de fortunas pessoais de dos Santos, Nuno Ribeiro da Cunha, foi encontrado morto, a ligação com o mauriciano Vincent Ah-Chuen também veio à tona no início de 2020. Vincent Ah-Chuen, filho do fundador do Grupo ABC, atuou como diretor da Sun Wukong Services, a acionista "nomeada" para o casal dos Santos-Dokolo na Saguaro. Desde 2006, a ABC Global Management Services, braço offshore do Grupo ABC, ajudou dos Santos e Sindika Dokolo a administrar a Saguaro Management. Em 2006, a Saguaro Management foi criada nas Maurícias como uma das estruturas e empresas projetadas para financiar o novo empreendimento cervejeiro de dos Santos. Em 2016, uma segunda empresa mauriciana, a Sun Wukong Services Limited, passou a deter ações como "nomeada" na Saguaro Management para dos Santos e Dokolo. Como resultado desse arranjo, os documentos públicos não exibiriam o nome de dos Santos, embora isso permitisse que o casal dos Santos-Dokolo controlasse totalmente a empresa.

### Portão de St Louis
Em junho de 2020, veio à tona um escândalo de corrupção apelidado de St Louis gate, envolvendo nomeados políticos do governo, membros do conselho da Central Electricity Board (CEB) e a empresa dinamarquesa Burmeister & Wain Scandinavian Contractor (BWSC). Em 2014, a CEB lançou um pacote de licitação, que foi cancelado e relançado em 2015 para uma grande modernização de uma usina a diesel existente em St. Louis, nos arredores da capital Port Louis. A BWSC venceu o contrato, mas um denunciante alertou o financiador African Development Bank (ADB) sobre subornos recebidos por vários funcionários do CEB através de um intermediário. O ADB investigou as alegações e, como resultado, excluiu a BWSC de todos os trabalhos futuros por 21 meses. Em junho de 2020, após o assunto ser levantado no Parlamento, toda a equipe de gestão da CEB foi afastada e substituída. No final de junho de 2020, o Primeiro-Ministro Pravind Jugnauth demitiu o vice-primeiro-ministro do gabinete. O vice-primeiro-ministro também detinha a pasta de Ministro da Energia. A demissão ocorreu após o Primeiro-Ministro receber um relatório, divulgado pelo ADB, alegando que subornos haviam sido pagos a várias partes, incluindo Paul Bérenger do MMM, através de um intermediário durante o processo de licitação.
Em julho de 2020, a empresa contratante PAD & Company Limited foi colocada sob administração voluntária após revelações de garantias bancárias falsas para um contrato de obras civis no valor de Rs 210 milhões, bem como revelações sobre o envolvimento da empresa no escândalo St Louis gate entre BWSC-CEB-ADB. Investigadores da ICAC interrogaram Shamshir Mukoon (ex-diretor do CEB) e Alain Hao Thyn Voon (ex-diretor da empresa contratante PAD & CO).
Em 5 de setembro de 2020, Bertrand Lagesse, engenheiro consultor da Burmeister & Wain Scandinavian Contractor (BWSC), foi preso nas Maurícias por violar os Artigos 3 (1) (b), 6 e 8 da Lei de Inteligência Financeira e Anti-Lavagem de Dinheiro de maio de 2016. Ele é suspeito de ter adquirido uma propriedade no valor de €212.948 (Rs 10 milhões) e de possuir Rs 8,17 milhões em uma conta bancária usando recursos provenientes dessa corrupção. Bertrand Lagesse havia apagado seus registros telefônicos e de computador no momento de sua prisão.

### Lucro de 6 milhões de dólares em Tamarin para o PPS Rawoo
Em 12 de junho de 2020, o deputado trabalhista Eshan Juman revelou detalhes de um contrato entre o Ministério de Terras e Habitação e uma empresa privada chamada Smart Clinics Ltd. A empresa pertence ao MSM e ao Secretário Parlamentar Privado (PPS) Ismaël Rawoo, bem como à sua mãe e ao seu irmão. As ações da empresa são detidas por três membros da família do PPS: Ismaël Muhammad Rawoo (1.000 ações), An Naas Hamid Muhammad Rawoo (60.600 ações) e Aisha Bee Boodhoo-Rawoo (39.400 ações). Em 24 de maio de 2018, a Smart Clinics obteve um arrendamento de 60 anos sobre dois acres de um terreno estatal de frente para a praia (comumente chamado de "Crown Land") em Grande Rivière Noire, no exclusivo bairro de Tamarin, no Distrito de Black River.
Os Rawoo assinaram recentemente um Memorando de Entendimento (MOU) com uma empresa sul-africana chamada Two Futures para desenvolver este terreno. O hotel antigo e degradado — Island Sports Club — que foi construído nos dois acres quando a família Khedarun detinha o arrendamento será demolido e substituído por uma clínica odontológica e médica, um restaurante e apartamentos. Como parte do acordo, a família do PPS Rawoo pagará aos Khedarun Rs 15,05 milhões, enquanto concordaram em vender o arrendamento renovado à Two Futures por Rs 250 milhões. Assim, a família do PPS Rawoo gerará um lucro de cerca de Rs 235 milhões (US$ 6 milhões) com este negócio em menos de dois anos.

### Negócio imobiliário de Angus Lane
No final de agosto de 2020, vieram a público revelações sobre uma transação imobiliária datada de 2008, durante a qual as duas filhas menores de idade de Pravind Jugnauth tornaram-se proprietárias de um terreno no valor de Rs 20 milhões em Angus Lane, em Vacoas, onde o primeiro-ministro construiu recentemente sua mansão particular. Alan Govinden, um intermediário, pagou Rs 20 milhões a outra parte na Inglaterra para adquirir o terreno. Pouco depois, a propriedade foi transferida para os nomes das filhas menores de Jugnauth — com 13 e 15 anos de idade. A ICAC iniciou uma investigação sobre esta transação em 2011, mas até hoje não houve avanços. O terreno fazia parte originalmente do Domaine des Rountree, com uma área de 1 735 acres, e ficava adjacente a uma propriedade já pertencente a Jugnauth. Ele pertencia à tradicional Bel-Air Sugar Estate. Um produtor de cinema e empresário mauriciano, Loganaden Govinden, também conhecido como Alan, que emigrou para o Reino Unido, atuou como intermediário. O contrato de venda, redigido pelo tabelião Jérôme Koenig, confirma que o vendedor recebeu a quantia de Rs 20 milhões. Líderes políticos como Roshi Bhadain e Paul Bérenger exigiram que Jugnauth fornecesse todos os detalhes da transação, que parece ser altamente antiética.

### Assassinato do denunciante Kistnen e do ativista Fakhoo
Em 18 de outubro de 2020, o corpo parcialmente carbonizado do ativista do MSM Soopramanien Kistnen foi encontrado em um canavial em Telfair, Moka. O campo, que pertence à Mon Desert Alma Sugar Estate, também havia sido incendiado. Antes de sua morte, ele estava prestes a entrar em contato com a ICAC para revelar práticas fraudulentas de licitação em empresas estatais sob o governo do MSM. A empresa de Kistnen, Final Cleaning Ltd, foi um concorrente malsucedido para um contrato de limpeza com a State Trading Corporation (STC). Anteriormente, outra empresa de Kistnen, Rainbow Construction Ltd, também perdeu um contrato no valor de Rs 4,3 milhões para fornecimento de kits de teste de COVID-19. Ambos os contratos foram atribuídos à empresa Techno-World Co Ltd, de Vinay Appanah. Vinay Appanah é cunhado do diretor da STC, Jonathan Ramasamy. Simla, esposa de S. Kistnen, revelou que o ministro Sawmynaden também criou uma função fictícia para ela como "Escriturária de Distrito" no serviço público, mas o ministro embolsava o salário mensal de Rs 15.000. No entanto, após um longo processo judicial, Yogida Sawmynaden foi absolvido em maio de 2024, pois Simla Kistnen foi considerada como mentirosa em tribunal em suas tentativas de prejudicar a reputação de Sawmynaden. Isso levantou novas questões sobre os verdadeiros autores dessa campanha de difamação politicamente motivada, que foi amplamente apoiada por advogados autodenominados "Avengers". Kistnen também estava prestes a revelar como 1.200 cidadãos de Bangladesh, que chegaram a Maurícia com vistos de trabalho, votaram em várias circunscrições durante as Eleições Gerais de 2019. Ele também iria divulgar a prática generalizada de faturamento falso por empreiteiros de obras civis com ligações políticas, como as faturas falsas que ele mesmo emitiu para as cercas de praia dos proprietários sul-africanos do hotel Clear Ocean em Pomponnette. O celular que Yogida Sawmynaden havia dado a Kistnen para discutir negócios desapareceu, mas fotos desse celular apareceram em vídeos de propaganda lançados pelo MSM para desacreditar Kistnen e sua esposa Simla. O associado próximo de Kistnen, Preetam Matadin, foi agredido fisicamente por policiais numa tentativa de fazê-lo confessar o assassinato de Kistnen. A polícia também examinou seu carro. O ativista político do MSM e agiota Swastee Rao Fakhoo (também conhecido como Manan Fakoo) foi morto a tiros em 20 de janeiro de 2021 em Beau Bassin, logo após organizar uma manifestação de rua para demonstrar apoio ao ex-ministro Yogida Sawmynaden, então envolvido em processos judiciais relacionados ao assassinato de Kistnen e às alegações de emprego fictício.

### Assassinato e mortes dos funcionários públicos Kanakiah, Vythelingum e Boitieux
Pravin Kanakiah, que trabalhava como Agente de Compras no Ministério das Finanças, foi encontrado morto na região costeira chamada La Roche Qui Pleure em Souillac, em 11 de dezembro de 2020, próximo à mansão do Ministro das Finanças Renganaden Padayachy. Na noite anterior à descoberta do corpo de Kanakiah, pescadores testemunharam sete homens despejando o corpo no escuro. Havia sinais de agressão por todo o seu corpo. Tanto Soopramanien Kistnen quanto Pravin Kanakiah estiveram envolvidos na concessão de contratos a simpatizantes do partido MSM de Jugnauth, associados à pandemia de COVID-19. Sua esposa Reshmee confirmou que, pouco antes do seu desaparecimento, Kanakiah estava prestes a fazer revelações sobre casos significativos de má conduta financeira dentro de seu departamento, e que ele estava prestes a ser transferido punitivamente para o Ministério da Saúde. Sarah Boitieux, uma funcionária pública que trabalhava no Gabinete do Primeiro-Ministro (PMO), foi encontrada morta em circunstâncias suspeitas, aparentando um enforcamento pela maçaneta de um armário em Helvetia, em dezembro de 2020. Em meados de janeiro de 2021, o Secretário da State Trading Corporation (STC), Deven Vythelingum, morreu após enfrentar intensos níveis de estresse no trabalho. Ele possuía um conhecimento detalhado sobre todas as questões de compras e contratos emitidos pela STC ao longo de várias décadas; seu telefone desapareceu.

### Maudhoo e a licença de aquicultura
Em janeiro de 2021, Sulakshna Runjeet (representando a Supam Export Ltd) escreveu ao Primeiro-Ministro Pravind Jugnauth para reclamar sobre a não renovação de sua licença de aquicultura. Runjeet alegou que, em 2020, o Ministro das Pescas Sudhir Maudhoo teria organizado o envio de seu vizinho e amigo Kurrumchund (proprietário da Suchi Technologies) para coagir sua empresa a pagar "dinheiro de proteção comercial", caso contrário, sua licença não seria renovada. Segundo o novo arranjo proposto pelo Ministro Maudhoo, a empresa Supam Export Ltd teria que operar sob a nova empresa Suchi Technologies, permitindo assim que esta última coletasse uma comissão através da receita gerada pela empresa de Runjeet. Ela solicitou uma investigação adicional pela ICAC e também pediu a renúncia de Maudhoo.

### Pandora Papers
Sattar Hajee Abdoula, presidente da SBM Holdings, proprietária do State Bank of Mauritius, foi mencionado nos Pandora Papers, publicados em outubro de 2021 pelo International Consortium of Investigative Journalists (ICIJ). Ele está listado entre os "empresários". Como CEO da filial mauriciana da Grant Thornton International, Sattar Hajee Abdoula também foi administrador da companhia aérea falida Air Mauritius. Entre 2009 e 2011, Sattar Hajee Abdoula comprou ações da Light Rise International (BVI) e da Falcon Power Ltd (BVI), duas empresas incorporadas nas Ilhas Virgens Britânicas. O mauriciano Yuvraj Thacoor foi o fundador original da Light Rise International em abril de 2009. Em 2012, a Regula Ltd, uma estrutura criada pelo Deutsche Bank nas Ilhas Virgens Britânicas, comprou todas as ações de Thacoor e Hajee Abdoula tanto da Light Rise quanto da Falcon Power. Após investigações sobre lavagem de dinheiro envolvendo a Regula Ltd, o Deutsche Bank acabou sendo multado em €15 milhões.

### Espionagem, Monitoramento e Inspeção no cabo SAFE
Em 30 de junho de 2022, Sherry Singh, CEO da Mauritius Telecom (MT), anunciou publicamente sua demissão como parte de uma campanha fortemente mediatizada, seguida no dia seguinte por uma entrevista ao vivo nas redes sociais, onde revelou que o primeiro-ministro Pravind Jugnauth lhe havia dado instruções firmes, em outubro de 2021, para permitir que uma "terceira parte" instalasse equipamentos de monitoramento para inspecionar o tráfego de internet na estação de aterragem do cabo submarino South Africa Far East (SAFE) em Baie Jacotet, nas Maurícias. Sherry Singh havia sido um associado próximo de Pravind Jugnauth e de sua esposa Kobita Jugnauth. Singh apelidou esta última de Lady Macbeth, em alusão à personagem principal Lady Macbeth da tragédia Macbeth de Shakespeare. Kapil Reesaul foi nomeado CEO pelo conselho administrativo da MT para substituir Sherry Singh em 19 de julho de 2022. Reesaul retornou do Canadá para assumir o cargo em 1º de agosto de 2022. Em 19 de julho de 2022, o CTO da Mauritius Telecom, Girish Guddoy, também pediu demissão. Contudo, em 4 de agosto de 2022, Guddoy retirou sua demissão e retornou à Mauritius Telecom para ocupar a nova e mais lucrativa posição de Chief Service Officer (CSO). Em 20 de julho de 2022, o presidente e vários diretores da Mauritius Telecom foram destituídos (Nayen Koomar Ballah, Dheerendra Dabee, Dev Manraj, Koosiram Conhye e Ramesh Bheekoo). Eles representavam os 59,0% da participação estatal na Mauritius Telecom, sendo que o Estado possui 33,49%, a SBM Holdings Ltd detém 19% e o National Pensions Fund 6,55%. Pravind Jugnauth posteriormente confirmou que ele mesmo havia solicitado o envio de técnicos da Índia para realizar levantamentos e intervenções, mas que a instalação de equipamentos físicos estaria excluída. Diversas visitas foram realizadas à estação de Baie Jacotet pela equipe técnica indiana, e imagens de CCTV registrando sua presença em abril de 2022 foram reveladas pelo ex-CEO Sherry Singh durante uma entrevista transmitida nas redes sociais em 22 de julho de 2022. Houve preocupação pelo fato de que os proprietários do consórcio SAFE não haviam sido informados dessas inspeções e intervenções. Em 5 de julho de 2022, quando o líder da oposição solicitou mais detalhes a Pravind Jugnauth no Parlamento, o microfone dele foi desligado.

### Aquisição emergencial na CWA envolvendo Maunthrooa
Apesar de seu envolvimento no escândalo de suborno da Boskalis entre 2006 e 2013, Prakash Maunthrooa foi nomeado diretor executivo da Central Water Authority (CWA) em agosto de 2022. Dentro de um mês após essa nomeação política, foi sugerido que, para evitar a necessidade de chamadas para concorrência pública, contratos no valor de 7 bilhões de rúpias seriam atribuídos a uma empresa de construção indiana como uma Aquisição Emergencial, na tentativa de cumprir a promessa eleitoral do MSM de 2019 de fornecer água potável de forma ininterrupta a todas as regiões de Maurícia.

### Perdão presidencial ao filho do Comissário de Polícia envolvido em desvio de fundos
Em 20 de dezembro de 2022, o Presidente Roopun aprovou uma recomendação feita pela Comissão sobre a Prerrogativa de Misericórdia (Comissão de Misericórdia), que permitiu a conversão da sentença de 12 meses de prisão imposta a Avinash Chandra Prakash Dip pelo Tribunal Intermediário em uma multa de 100.000 rúpias. Avinash Chandra Prakash Dip é filho do Comissário de Polícia Anil Kumar Dip e havia sido condenado a 12 meses de prisão por seu envolvimento no desvio, em junho de 2008, de 3 milhões de rúpias em prejuízo de uma empresa local (Diadeis Maurice Ltée). Chandra Prakash Dip trabalhava no Barclays Bank antes de ingressar na firma de contabilidade De Chazal Du Mée (DCDM). Após deixar o Barclays Bank, Dip entrou em contato com um ex-colega, Avinash Kona Yernkinnowdu, para obter informações que ele e seus cúmplices (Chitranjun Hauroo e Mahmad Razik Aumeerally) posteriormente utilizaram para fins fraudulentos. Os cúmplices de Dip, Chitranjun Hauroo e Mahmad Razik Aumeerally, também foram considerados culpados e condenados a cumprir penas de prisão em fevereiro de 2018. Em novembro de 2022, Dip recorreu da sentença, mas a chefe de justiça Rehana Mungly-Gulbul rejeitou qualquer possibilidade de recurso ao Conselho Privado. Em janeiro de 2023, o Diretor do Ministério Público solicitou uma revisão judicial da remissão.
Em setembro de 2011, Chandra Prakash Dip foi identificado como o líder de outro caso de desvio de fundos envolvendo 80 milhões de rúpias do Bramer Bank. Isso levou à prisão de seu pai, Anil Kumar Dip (então Comissário Assistente de Polícia), em dezembro de 2013, bem como à prisão da mãe de Chandra Prakash Dip, Chandny Dip, em 2011, uma vez que a conta bancária dela estava sendo usada para receber os fundos desviados em prejuízo do Bramer Bank.

### Harvesh Seegolam
Em abril de 2025, o ex-governador do Banco de Maurícia Harvesh Seegolam foi preso e posteriormente acusado de fraude em conexão com um suposto desvio de 300 milhões de rúpias mauricianas (aproximadamente 6,7 milhões de dólares americanos) da Mauritius Investment Corporation, um fundo estatal criado para apoiar empresas durante a pandemia de COVID-19. Seegolam, que serviu sob a administração anterior, negou qualquer irregularidade e foi libertado sob fiança. A investigação, liderada pela Comissão de Crimes Financeiros, fazia parte de uma ampla campanha anticorrupção iniciada pelo Primeiro-Ministro Navin Ramgoolam após sua vitória eleitoral em novembro de 2024.